# 東京メトロ日比谷線
日比谷線（ひびやせん）は、東京都足立区の北千住駅から目黒区の中目黒駅までを結ぶ、東京地下鉄（東京メトロ）が運営する鉄道路線である。『鉄道要覧』における名称は2号線日比谷線。
路線名の由来は経由地である日比谷から。車体および路線図や乗り換え案内で使用されるラインカラーは「シルバー」（#b5b5ac、銀）、路線記号はH。
北千住駅から東武伊勢崎線（東武スカイツリーライン）および同線経由で日光線と相互直通運転を行っている。2013年（平成25年）3月15日までは、中目黒駅から東急東横線とも相互直通運転を行っていた（後述）。
東京の地下鉄で起点と終点である両端の駅が地上駅となっているのは当路線と東西線、千代田線、有楽町線のみである。また、両端の駅が他社の管轄になっているのも副都心線と共に数少ないケースである。

## 路線データ
- 路線距離（営業キロ）：20.3 km（うち地上部：2.9 km）[1]
- 軌間：1,067 mm[1]
- 駅数：22駅（起終点駅含む）[1]
- 複線区間：全線
- 電化区間：全線（直流1,500 V、架空電車線方式）[1]
- 閉塞方式：速度制御式（新CS-ATC）
- 列車無線方式：誘導無線 (IR) 方式
- 最高速度：80 km/h[1][4]
- 平均速度：33.9 km/h（2021年4月1日現在）[1]
- 表定速度：27.1 km/h（2021年4月1日現在）[1]
- 全線所要時分：45分00秒（2021年4月1日現在）[1]
- 最急勾配：39 ‰[3]（南千住駅 - 三ノ輪駅間[3]）
  - この急勾配区間は半径160 mの曲線地点にあり、走行する列車には44 ‰勾配相当の抵抗がかかる[6]。
  - 本線ではないが、南千住駅から千住車両基地への入出庫線には、40 ‰の勾配がある[7]
- 最小曲線半径：126.896 m[3]（日比谷→霞ケ関間・A線（内側）[3]）
  - 茅場町→人形町・東銀座→築地・六本木→神谷町間のB線（内側）にも127.044 mの急曲線がある[3]。曲線の外側も131 mの急曲線である[3]。
- 車両基地：千住検車区・千住検車区竹ノ塚分室（東武伊勢崎線内）
- 工場：鷺沼工場（東急田園都市線内）
- 地上区間：北千住駅 - 三ノ輪駅付近（約2.63 km[注釈 2]）・中目黒駅付近（310 m[注釈 3]）

## 歴史
帝都高速度交通営団（営団地下鉄）が1957年（昭和32年）5月18日に、都市計画第4号線の新宿以西（開業当初の荻窪線、現在の丸ノ内線）とともに都市計画第2号線（日比谷線）の建設に着手することを決定した。営団地下鉄は北千住 - 人形町間、人形町 - 虎ノ門駅間、虎ノ門 - 中目黒間（当初計画では虎ノ門駅で銀座線と連絡する予定であったが、実際には設けられなかった。現在の虎ノ門ヒルズ駅とは無関係である）の3区間に分けて建設を行い、当初の建設費用は348億9,300万円を見込んだ。1959年（昭和34年）5月1日に最初の建設工事に着手し、1961年（昭和36年）3月28日に南千住 - 仲御徒町間3.7 kmが開業した。
既存の銀座線は建設年度が古く、輸送力は最大でも6両編成2分間隔運転が限度であり、年々増大する輸送需要に対応できなくなることが予想されていた。このため、特に東急東横線からの乗客を渋谷駅から中目黒駅経由の日比谷線へと転移させることで、銀座線の混雑緩和を図ることを目的とした。また、日比谷線を南千住方面から建設したのは、同駅付近に国鉄から用地を譲り受け、車両基地を確保するためであった。
都内の北東の北千住駅から西南の中目黒駅まで、途中銀座駅を中心として上野駅・秋葉原駅・日比谷駅・霞ケ関駅・六本木駅・恵比寿駅などを経由して結ぶ路線である。北千住駅 - 南千住駅間は、隅田川を渡るため地上区間になっている（隅田川を横断する地下鉄の中では唯一地上で橋を渡る路線である）。ほとんどの区間が既存の道路下に開削工法で建設されたため、交差点付近の平面線形は半径200 m以下で90度曲がるような急カーブが連続する。基本的には道路の下を通っているものの、カーブのため道路から大きくはみ出す箇所も複数存在する。1964年（昭和39年）の東京オリンピックに全線開通を間に合わせるため、突貫工事で建設された。
当初は北千住側から中目黒方面に向かって、順次延伸開業する計画であった。しかし、銀座駅付近には東京都が計画した三原橋 - 祝田橋間（日比谷線東銀座 - 霞ケ関間と重なる）に地下自動車道の建設構想があり、営団地下鉄との間で調整が難航した。東京オリンピック開催までに日比谷線全線の開業を間に合わせるため、中目黒方面を先行して施工し、銀座駅付近を最後の施工区間とするよう変更した。この調整には当時の運輸省、建設省も仲裁に入り、約4年の歳月を経て最終的に営団地下鉄案を基本とすることで合意した。銀座駅は1962年（昭和37年）9月に建設工事に着工し、東京オリンピック開催までのわずか2年で施工する突貫工事となり、警視庁の協力で夜間は三原橋 - 日比谷間の路上交通を止めるなどして完成が急がれた。
入谷 - 秋葉原付近（延長約2.4 km）では日比谷線の上部に首都高速1号上野線が通る計画ができたことから、先に建設した日比谷線のトンネル構築上部には首都高速道路の橋脚が建設できるよう、地中梁を施工した。
東武鉄道および東京急行電鉄と相互直通運転を行うことから、軌条は1,067 mm（狭軌）を採用し、集電方式には架空電車線方式を採用した。地下区間の電車線には、営団地下鉄が新たに開発した剛体架線設備を採用しており、断線のおそれがなく、トンネル断面を小さくできて建設費用の低減に繋がるメリットがある。
2020年（令和2年）3月をもって東武の乗り入れ車両を含めた20 m級車両への置き換えが完了し、同年度から順次ホームドア設置工事を実施している。
1995年（平成7年）に起きた同時多発テロ事件である地下鉄サリン事件では、日比谷線は丸ノ内線、千代田線とともに被害を受けた。

### 地上区間
北千住 - 南千住付近は高架の地上区間であるが、当初は地下式とする案もあった。しかし、当時の北千住駅には国鉄・東武の貨物側線が多数あり、軟弱地盤地帯でこれらの線路を仮受けして掘削することは、難工事になることが予想された。また隅田川の横断には橋梁方式か地下方式があるが、地下方式には多額の費用を要するが、北千住 - 南千住間では国鉄から地上線用地を取得することができたため、経済的に有利な橋梁方式となった。
南千住駅付近には日光街道と国鉄隅田川貨物線の平面交差（踏切）があり、将来的に東京都は道路を地下化して立体交差とする計画があり、日比谷線を地下方式とする場合には地下8 m以下とすることが求められた。この付近も軟弱地盤地帯であり、さらに隅田川貨物駅の側線群の地下を掘削することは技術的に困難であると予想された。これら理由から、北千住 - 南千住間は地上区間とし、日光街道を超える付近までは高架線とする現在の構造となった。
日比谷線の隅田川橋梁は、常磐線隅田川橋梁のすぐ下流にあり、営団地下鉄として初めての本格的な橋梁工事であった。橋梁は支間65.5 mの2径間連続複線下路ワーレントラス橋で、製作は横河橋梁製作所（現・横河ブリッジ）、延長131 m・重量は約390 tである。

### 地下区間
トンネル区間は、大部分は開削工法によって建設している。ただし、軟弱地盤である日比谷地区や河川下横断箇所は安全性に配慮した、潜函工法（ニューマチック・ケーソン工法）採用した。茅場橋横断部、中ノ橋横断部は、橋梁を避けるためにトンネルを迂回させている。
人形町 - 茅場町間
- 中央区日本橋人形町1丁目、民有地の地下を半径130 mの急曲線で通過する区間。当初計画では潜函5函を沈下させる予定であったが、そのうち2函を開削工法（イコス工法：地下連続壁工法の原型）での施工に変更、実際には3函を沈設。
- 日本橋川に架かる茅場橋横断部、潜函4函を沈下（茅場橋潜函、延長89 m）

八丁堀 - 築地間
- 桜川（廃止）に架かる中ノ橋横断部、潜函4函を沈下（中ノ橋潜函、延長87 m）
- 築地川（廃止）の東分流に架かる入船橋横断部、潜函6函を沈下（入船橋潜函、延長126 m）

日比谷駅とその前後
- 晴海通り（都道304号）日本劇場前（現在は有楽町センタービル）から日比谷駅構築を含む日比谷交差点までの279.0 mの区間。地上部は交通量の激しい道路となることから、道路覆工下に潜函（ケーソン）を構築し、沈設と構築を継ぎ足しながら沈設する路下式ケーソン工法とした。
- 発注元の営団地下鉄からは潜函工法（ケーソン工法）の採用と1964年東京オリンピックの開催に間に合わせることが絶対条件とされた。このため、工事請負元の間組（現・安藤ハザマ）はケーソンを約10 m間隔で構築し、沈設後にケーソン間を開削工法にてトンネルを構築する「間抜きケーソン工法」を使用した。この工法は実績がなく、発注元の営団地下鉄は当初難色を示したが、間組によって成功を収め、その後の地下鉄工事でも採用される工法となった。各潜函は、地下3階部が日比谷線軌道または日比谷駅（停留場）、地下2階はコンコース、地下1階は日比谷地下自動車道（銀座→祝田橋への一方通行）と共同溝となっている。
  - 国鉄第一有楽架道橋下（東海道本線・京浜東北線・山手線架道橋） - 潜函第一有楽架道橋下型 特潜1・2号（幅10.59 m・長さ30 m・28 m）
  - 日比谷駅 - 日比谷停留場型 潜函8函（幅18.9 m・長さ10.5 - 13.0 m）、各潜函間は開削工法
  - 日比谷交差点地下 - 将来計画線立体交差型 特潜3・4号（幅18.9 m・延長10.24 m・10.10 m）地下3階部は日比谷線、地下2階部は計画線であった9号線（千代田線）・6号線（都営三田線）の交差部を構築

日比谷 - 霞ケ関間
- 晴海通り（都道304号）の日比谷公園入口付近から法曹会館前までの約430 mの区間、最大長さ31.25 mの潜函を15函沈下（路上式または道路覆工下に構築する路下式ケーソン）。ただし、祝田橋交差点横断部12.7 mは、下水函渠があるため開削工法で施工。日比谷交差点寄りの1 - 4号潜函には日比谷地下自動車道と共同溝が併設

### 建設費用
本路線の建設費用は総額635億6,000万円である（1966年6月時点）。内訳は土木関係費が412億3,157万円、電気関係費が41億2,277万9,000円、車両関係費が99億725万7,000円、その他が82億9,839万4,000円となっている。
ただし、1967年（昭和42年）6月に営団地下鉄は日比谷線全線8両編成化に伴う輸送力増強計画を策定しており、この費用を建設費用に含めることとされた。同時点での建設費用の総額は652億4,600万円に改訂された。なお、実際には計画変更が生じており、1971年（昭和46年）5月時点で全線8両編成化を行い、以降の車両数は8両編成38本（304両）となっている（1988年（昭和63年）まで）。
- 第1期計画
  - 1968年（昭和43年）6月を目途に車両6両を増備し、車両数を6両編成39本（234両）とする[28]。
  - 1971年（昭和46年）5月を目途に車両62両を増備し、車両数を8両編成・6両編成（計296両）とする[28]。
  - 具体的には北千住 - 茅場町間10駅のホーム延伸工事（8両編成対応化）、車両基地の拡張、変電所設備の増強を行い、車両費（68両）を含めて52億49万5,000円[28]。
- 第2期計画（最終計画）
  - 車両基地、変電所設備の増強を行い、車両費を含めて46億6,000万円[28]。日比谷線の車両は136両増備して、8両編成54本（432両）とする[28]。ただし、日比谷線輸送力増強計画の費用は、第1期計画のみ建設費用に計上することとした[28]。

### 路線免許
日比谷線の路線免許は、東京23区の前身にあたる東京市が戦前に計画した東京市営地下鉄6路線に遡（さかのぼ）り、大正14年内務省告示第56号に基づいて1925年（大正14年）5月16日に取得したものである。このうち現在の日比谷線にあたるのは、当時の第2号線目黒駅 - 西久保 - 祝田町 - 本石町 - 浅草橋 - 田原町 - 南千住間16.1 kmの路線免許である。東京市は市営地下鉄建設の第1期計画として、第3号線渋谷 - 巣鴨間 と第5号線池袋  - 洲崎間の建設に着工しようとするが、東京市には多額の公債があり、財政悪化を懸念した当時の内務省と大蔵省の反対があり、許可を得ることができなかった。その後、特に建設計画は立てられず帝都高速度交通営団（営団地下鉄）が設立され、東京市が所有していたすべての路線免許は1941年（昭和16年）に営団地下鉄へ有償譲渡された。
終戦後、戦災復興院によって「東京都市計画高速鉄道網」の改訂が行われ、1946年（昭和21年）12月7日に戦災復興院告示第252号によって都市計画第2号線は以下のように告示・改訂した。この変更に伴い、営団地下鉄は免許済路線を告示第252号に合致させるため、1949年（昭和24年）4月28日に起業目論見変更認可を申請し、同年5月23日に認可を受けた。
- 祐天寺駅 - 恵比寿駅 - 愛宕町 - 虎ノ門 - 永田町 - 九段上 - 神田駅 - 浅草橋駅 - 田原町 - 三ノ輪町 - 北千住駅および分岐線として浅草橋駅 - 錦糸町駅に至る23.8 kmの路線[30][注釈 7]。

その後、都市交通審議会答申第1号に基づいて、1957年（昭和32年）6月17日に告示された建設省告示第835号により、都市計画第2号線は経由地を皇居の西側を通る前述のルートから、皇居の東側を通る現在の日比谷線北千住 - 中目黒のルートに改訂され、分岐線は廃止された。
これを受け、営団地下鉄は1957年（昭和32年）6月18日に第2号線（日比谷線）の起業目論見変更認可申請と地方鉄道敷設免許の申請を行った。起業目論見変更認可申請は、1949年（昭和24年）5月に起業目論見変更認可を受けていた免許経路のうち、恵比寿 - 南千住間の経路を1957年（昭和32年）に改訂した経路に改めるものと、軌間を1,435 mm（標準軌）から直通運転に対応した1,067 mm（狭軌）に変更する申請である。これは1957年（昭和32年）8月13日に認可された。
前記に含まれない（取得をしていない）恵比寿 - 中目黒間および南千住 - 北千住間の路線免許は、運輸大臣に免許申請を行い、1958年（昭和33年）3月1日に路線免許を取得した（すなわち、現在の日比谷線北千住 - 中目黒間全線の路線免許を取得）。
1972年（昭和47年）3月1日の都市交通審議会答申第15号では終点が松原団地に改められ、北千住以北は東武伊勢崎線を複々線化することとされた。その後、1985年（昭和60年）の運輸政策審議会答申第7号では竹ノ塚駅 - 北越谷駅間の東武線複々線化が示されている。

### 年表
- 1925年（大正14年）
  - 3月30日：内務省より「東京都市計画高速度交通機関路線」の改訂が行われ、都市計画第2号線は目黒駅 - 南千住間として告示される[35]。
  - 5月6日：東京市は前述の告示に基づいて都市計画第2号線ほかの路線免許申請を行い、5月16日に取得する[35]。
- 1941年（昭和16年）9月1日：帝都高速度交通営団（営団地下鉄）が設立され、東京市が所有していた都市計画第2号線の路線免許は営団地下鉄に譲渡される[35]。
- 1946年（昭和21年）12月7日：戦災復興院より「東京都市計画高速鉄道網」の改訂が行われ、都市計画第2号線は祐天寺駅 - 北千住駅間・浅草橋駅 - 錦糸町駅間の路線として告示される[30]。
- 1957年（昭和32年）
  - 5月18日：営団地下鉄が都市計画第2号線（日比谷線）の建設計画を決定[10]。
  - 6月17日：都市交通審議会答申第1号に基づいた告示により、都市計画第2号線は経由地を現在の日比谷線北千住 - 中目黒のルートに改訂し、分岐線を廃止する[31]。
  - 9月24日：日比谷線開業後に相互直通運転することを3事業者（営団・東武・東急）の合意とする（覚書を取り交わす）[36]。
- 1958年（昭和33年）
  - 3月1日：日比谷線北千住 - 中目黒間全線の路線免許を取得完了（前述記事参照）[31]。
  - 6月10日：用地交渉を開始[37]。
- 1959年（昭和34年）5月1日：建設工事に着手[11]。
- 1960年（昭和35年）
  - 4月：東京オリンピックが東京で開催することが決定したため、全線の開業予定をオリンピック開催前とする[38]。
  - 10月21日：2号線を日比谷線と呼称決定[39]。
- 1961年（昭和36年）3月28日：南千住駅 - 仲御徒町駅間 (3.7 km) 開業[12][39]。3000系2両編成を使用して、朝夕混雑時4分間隔、日中は6分間隔で運転した[39]。
- 1962年（昭和37年）
  - 4月16日・17日：自動列車運転装置 (ATO) 公開試験運転を実施[40]。
  - 5月31日：北千住駅 - 南千住駅間 (2.1 km) および仲御徒町駅 - 人形町駅間 (2.5 km) 開業[12][41]。東武伊勢崎線北越谷駅まで相互直通運転開始[41]。この時点から4両編成となり、朝夕混雑時4分間隔、日中は5分間隔で運転した[41]。
- 1963年（昭和38年）2月28日：人形町駅 - 東銀座駅間 (3.0 km) 開業[12]。
- 1964年（昭和39年）
  - 3月25日：霞ケ関駅 - 恵比寿駅間 (6.0 km) 開業[12][42]。
  - 7月22日：恵比寿駅 - 中目黒駅間 (1.0 km) 開業[12][43]。この時点から一部6両編成での運転を開始した[43]。
  - 8月29日：東銀座駅 - 霞ケ関駅間 (1.9 km) 開業により全線開通[12][43]。東急東横線日吉駅まで相互直通運転開始[43][44][45]。この時点では6両または4両編成で運行し、朝夕混雑時3 - 4分間隔、日中は4分間隔で運転した[43]。
  - 9月8日：南千住駅 - 人形町駅間で自動列車運転装置 (ATO) の使用を開始[46]。
- 1966年（昭和41年）9月1日：全列車を6両編成の運転とする[47]。東武伊勢崎線への乗り入れ区間を北春日部駅まで延長[44][45][47]。
- 1968年（昭和43年）1月27日：神谷町駅 - 六本木駅間で車両火災事故が発生[48][新聞 1]。以後鉄道車両の不燃化対策が強化される。
- 1970年（昭和45年）
  - 7月：ラインカラーを導入（日比谷線はシルバー）[49]。なお、それ以前は路線図において紫色で表示されていた[50]。
  - 10月7日：全線で自動列車運転装置 (ATO) の使用を開始[51]。
- 1971年（昭和46年）5月31日：終日8両編成での運転を開始[52]。
- 1972年（昭和47年）11月21日：広尾駅で車両火災[新聞 2]。
- 1981年（昭和56年）3月16日：東武伊勢崎線への乗り入れ区間を東武動物公園駅まで延長[53]。
- 1988年（昭和63年）
  - 6月1日：車両冷房の運用を開始[54][注釈 8]。
  - 7月1日：03系車両営業運転開始[55]。同年には東武20000系・東急1000系の営業運転もそれぞれ開始され、3事業者揃って新型車両への代替が始まる。
  - 8月9日：03系2編成の増備を反映したダイヤ改正を実施[56]。朝ラッシュ時の運転間隔を2分15秒（1時間あたり27本）から2分10秒（1時間あたり28本）に増発[56]。東急東横線日吉駅の改良工事に伴って同駅南側（桜木町方）の引き上げ線が一時的に撤去されるのに伴い、東急東横線への乗り入れ区間を菊名駅まで延長[55][56]。
- 1989年（平成元年）8月19日：土曜日ダイヤを導入[57]。
- 1990年（平成2年）9月17日：03系5扉試作車の営業運転を開始[58][新聞 3]。
- 1991年（平成3年）11月：東急東横線日吉駅の改良工事完成に伴い、東急東横線への乗り入れ区間を日中のみ日吉駅までに変更し、菊名駅への乗り入れは朝夕ラッシュ時のみとなる。
- 1992年（平成4年）6月16日：中目黒駅引上線で衝突事故発生[59][新聞 4]。
- 1994年（平成6年）7月23日：3000系車両が引退[45][新聞 5]。全車両が冷房車両となる[60][注釈 9]。
- 1995年（平成7年）3月20日：地下鉄サリン事件発生[61]。当線は、神谷町駅、霞ケ関駅、築地駅、小伝馬町駅など、営団路線の中で最も大きな被害が発生し、終日運休となった[61]。
- 1996年（平成8年）7月23日：北千住駅の改良工事の大部分が完成し、日比谷線の発着は1階の東武線ホームから3階のホームに分離される（全体の完成は1997年3月25日）[62][報道 2][報道 3]。
- 1997年（平成9年）10月12日：営団地下鉄で初のイベント列車「ドリームエクスプレス'97」が東急東横線日吉駅 - 霞ケ関駅間で往復運行される（なお、千代田線や有楽町線でも同様のイベントが同時に行われた）[報道 4]。
- 2000年（平成12年）
  - 3月8日：中目黒駅付近で列車脱線事故（営団日比谷線中目黒駅構内列車脱線衝突事故）発生、5人が死亡した[報道 5][63]。営団時代に発生した事故の中で唯一、乗客に死者が出た事故である。
  - 12月12日：仲御徒町駅と銀座線上野広小路駅との連絡業務を開始[報道 6]。
- 2001年（平成13年）3月28日：東武伊勢崎線北千住駅 - 北越谷駅間の複々線化工事完成および東急東横線の「特急」運転開始に伴うダイヤ改正を実施[64]。東急東横線との相互直通列車の本数が削減される。
- 2003年（平成15年）
  - 10月12日：保安装置を開業以来使用していたWS-ATC（地上信号式）から新CS-ATC（車内信号式）に切り換え[65]。
  - 10月18日：新ATC化に対応したダイヤ改正を実施[報道 7][65]。最高速度を70 km/hから80 km/hに引き上げ[66]、一部区間で所要時分が変更[報道 7][67]。
- 2004年（平成16年）4月1日：帝都高速度交通営団が民営化し、東京地下鉄（東京メトロ）になる[報道 8]。
- 2006年（平成18年）
  - 3月27日：平日7時30分から9時まで北千住駅を発車する中目黒方面行き（東武伊勢崎線からの直通列車を含む）で女性専用車を導入した[報道 9]。運用は中目黒駅まで、9時の時点で一斉終了となる[報道 9]。
  - 9月25日：東急東横線元住吉駅の高架化に伴い、元住吉検車区に出・入庫する全列車が元住吉発着から武蔵小杉駅発着に変更となる[報道 10]。
- 2007年（平成19年）8月23日：東急東横線のダイヤ改正で2008年6月22日の目黒線延伸による工事の関係上日吉駅の2・3番ホームが一時使用停止となったため、日中の日吉駅発着列車を菊名駅発着に変更する[報道 11]。
- 2011年（平成23年）
  - 3月14日：同月11日に発生した東北地方太平洋沖地震による発電所の停止に伴う電力供給逼迫のため、東京電力が輪番停電（計画停電）を実施。これに伴い、この日から東武伊勢崎線・東急東横線との相互直通運転が休止される。
  - 3月28日：東武伊勢崎線との相互直通運転が全面的に再開される。
  - 4月25日：東急東横線との相互直通運転が平日の朝・夕ラッシュ時のみ再開される。
  - 9月10日：東急東横線との相互直通運転が全面的に再開される[報道 12]。
- 2012年（平成24年）
  - 8月30日：日比谷駅 - 中目黒駅間で携帯電話の利用が可能となる[報道 13]。
  - 11月15日：築地駅 - 日比谷駅間で携帯電話の利用が可能となる[報道 14]。
  - 12月6日：小伝馬町駅 - 築地駅間で携帯電話の利用が可能となる[報道 15]。
- 2013年（平成25年）
  - 3月7日：南千住駅 - 小伝馬町駅間で携帯電話の利用が可能となる[報道 16]。
  - 3月16日：東急東横線と副都心線との直通運転開始に合わせ、東急東横線との相互直通運転を終了する[報道 1][報道 17]。同時に、東武線への相互直通運転区間を日光線の南栗橋駅まで延長[報道 18][報道 19][注釈 10]。秋葉原駅と都営新宿線岩本町駅を連絡駅に指定[報道 20]。
- 2017年（平成29年）
  - 3月25日：20 m級片側4ドア7両編成の13000系が本格営業運転開始[報道 21][報道 22][報道 23]。
  - 7月7日：東武70000系が営業運転開始[報道 24]。
- 2018年（平成30年）
  - 1月29日：日中時間帯の13000系による列車2往復で、車内BGMの試行運用開始[報道 25]。
  - 3月17日：人形町駅と半蔵門線水天宮前駅および築地駅と有楽町線新富町駅を連絡駅に指定[報道 26]。
- 2020年（令和2年）
  - 2月28日：03系車両が引退[68]。
  - 3月27日：18 m車の運行が終了[17]。
  - 3月28日：20 m車への統一と同時に自動列車運転装置（ATO）運転を開始[17]。
  - 6月6日
    - 神谷町駅 - 霞ケ関駅間に虎ノ門ヒルズ駅が開業[注釈 11][報道 27][報道 28]。開業と同時に銀座線虎ノ門駅との乗り換え業務を開始[報道 28][報道 29]。日比谷線の新駅としては、1964年8月の日比谷駅以来56年ぶり。
    - 銀座駅と有楽町線銀座一丁目駅との乗り換え業務を開始[報道 29]。
    - 有料座席指定列車「THライナー」を運行開始[報道 30][報道 31][新聞 6]。

### 輸送力増強
日比谷線の建設が計画された当初、将来的に東急東横線からの直通列車は18 m級車両で最大8両編成、東武伊勢崎線からの直通列車は同じく最大6両編成で対応できると予想されていた。これは、東急東横線沿線で宅地開発が進んでいた一方、東武伊勢崎線沿線では宅地開発が進んでいなかったためである。
中目黒駅 - 八丁堀駅間の各駅のホームは8両編成対応（ホーム延長152 mを基本）で建設され、八丁堀駅には8両編成列車の折り返しが可能な引き上げ線が北千住寄りに設けられた。それ以北の茅場町駅 - 北千住駅間は6両編成対応（ホーム延長120 mを基本）で建設された。ただし、これは建設途中の1960年（昭和35年）4月に東急東横線からの輸送需要が多いと予想したことから、6両編成対応から8両編成対応に設計変更したものである。
ところが、予想とは逆に伊勢崎線が日比谷線と繋がったことにより、伊勢崎線の利便性が飛躍的に向上し、沿線の宅地開発が急速に進み、東武線から日比谷線への旅客が急増した。それまでの伊勢崎線の終点は浅草駅であり、通勤客は北千住で国鉄常磐線に乗り換えるか、浅草駅で銀座線に乗り換えて都心へ向かっていたが、日比谷線と直通運転を開始したことで、上野や銀座などの都心へ直行できるようになったためである。東武鉄道側でも、予想を大きく超える増加であった。
- 小菅→北千住間のラッシュ1時間あたりの通過量は、1962年（昭和37年）時点の2万571人から1968年（昭和43年）には2.5倍となる5万1,578人に増加[72]。
- 東武伊勢崎線から日比谷線への直通客（終日）は、1962年（昭和37年）時点の1万5,658人から1968年（昭和43年）には5.5倍となる8万6,094人に増加[72]。

このため、急速な車両増備を行ったことで千住検車区の収容能力を超えてしまい、東武鉄道から西新井電車区を譲り受けて営団地下鉄の竹ノ塚検車区とすることで増備車両を収容したほか、八丁堀駅以北のホーム延伸工事と伊勢崎線直通列車の8両編成化などの輸送力増強が急がれた。6両編成対応で建設が進んだ茅場町駅 - 北千住駅間の一部の駅で中目黒方面行きと北千住方面行きとでホームの位置がずれているのはこのためである。
一方、東急東横線からの直通列車利用客は、同線の終着駅である渋谷駅まで利用する乗客も多かったため、東武伊勢崎線からの直通利用客ほど増加はしなかった。
『営団地下鉄五十年史』では日比谷線の輸送需要を少なく予想しすぎたことや、東武鉄道方面からの旅客増加が著しいことから、当初計画になかった全線の8両編成化を決断せざるを得なかったとされている。東武鉄道側でも、車両の増結や列車本数の増発を行ってきたが、もはや複線区間では限界に達したことから、1967年（昭和42年）6月に伊勢崎線北千住 - 竹ノ塚間（6.3 km）の複々線化工事に着手し、1974年（昭和49年）7月に完成させている（最終的に複々線化は北越谷まで行われている）。

## 運行形態

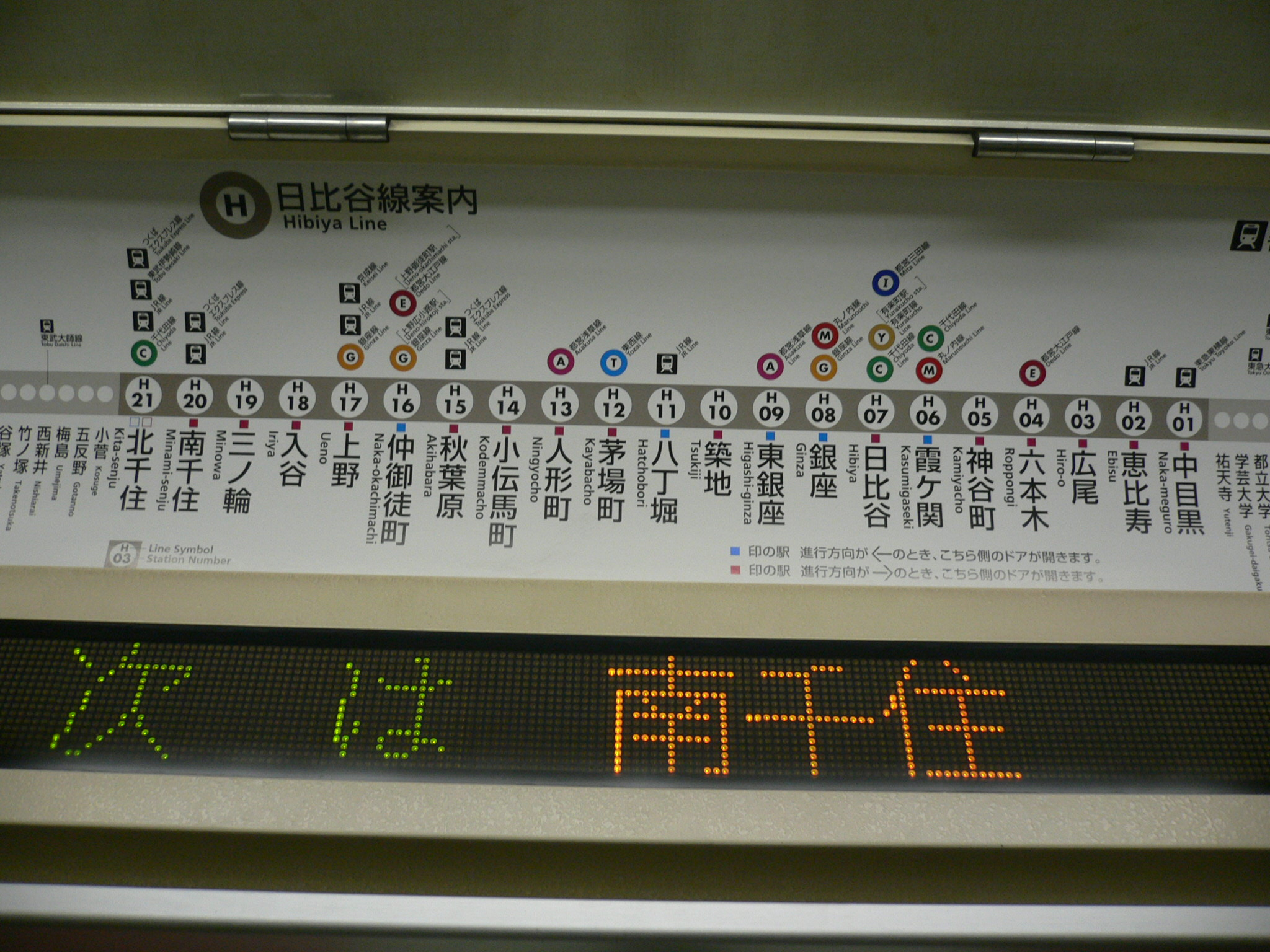
列車内ドア上にある次駅案内と路線案内（03系電車、2013年3月15日までのもの）

定期列車の大半が各駅停車であるが、平日・土休日ともに朝方に上り方面2本、夕方 - 夜間に下り方面5本の東武70000系70090型を使用した有料座席指定列車「THライナー」の運行がある。北千住駅 - 中目黒駅間の所要時分は43分（表定速度は28.3 km/h）。平日朝夕ラッシュ時間帯は約2分間隔、日中時間帯は5分間隔の高頻度で運行されている。大半の列車が全区間を通して運行するが、一部時間帯には南千住駅を始発・終着とする列車や、東武線からおよび北千住発の六本木行き、中目黒発における終電およびその直前には広尾行きの列車が設定されている。

### 直通運転

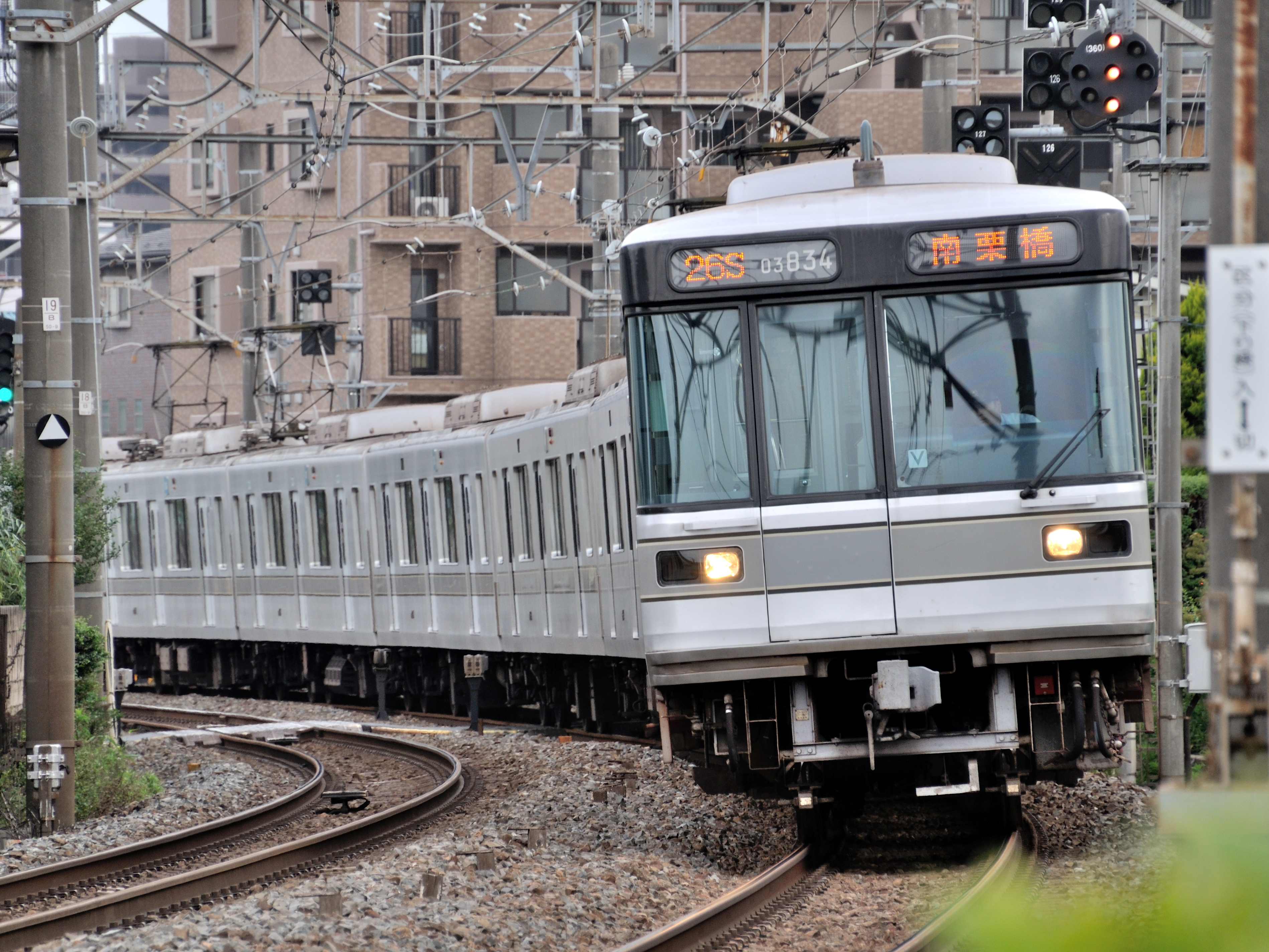
南栗橋行きの日比谷線車両（2013年6月）

終着駅である北千住駅において、東武伊勢崎線（東武スカイツリーライン）を経由して日光線南栗橋駅まで相互直通運転を実施している。また「THライナー」のみ伊勢崎線東武動物公園駅 - 久喜駅間と直通運転を行う。
日中時間帯の運転間隔は、10分の間に線内列車と東武伊勢崎線直通列車が交互に運行されている。東武伊勢崎線直通列車は1時間あたり東武動物公園駅発着列車が4本、北春日部駅発着列車が2本運行されている。
2003年3月19日に設定された朝の南栗橋発の上り1本を除き、長らく東武動物公園駅までの直通運転であったが、2013年3月16日から南栗橋駅まで相互直通運転区間が延長された。日中は上下線とも草加駅とせんげん台駅で急行（半蔵門線経由東急田園都市線直通）に接続し、南栗橋発着列車は東武動物公園駅で久喜駅発着の急行に接続する。
日中の北千住駅 - 東武動物公園駅間の普通列車は全列車が日比谷線直通である。朝夕には竹ノ塚駅、草加駅、北越谷駅、南栗橋駅を始発・終着駅とする列車も運転されている。乗り入れ区間の営業キロは44.3 km（うち日光線10.4 km）。2013年3月16日のダイヤ改正までは、日中時間帯の東武伊勢崎線直通列車は北越谷駅発着と東武動物公園駅発着が交互運転で走っていた。2003年3月19日の半蔵門線と東武伊勢崎線との相互直通運転開始前は、現在よりも2本多く東武伊勢崎線直通列車が設定されていたが、準急と接続する駅は統一されていなかった。
東京メトロの車両（13000系）の車両基地は、南千住駅に隣接する千住検車区と東武伊勢崎線内の竹ノ塚駅に隣接する千住検車区竹ノ塚分室にある（ただし、全般検査・重要部検査といった定期検査は、半蔵門線所属車両と同じく鷺沼工場で行う）。竹ノ塚の車両基地は、かつての東武鉄道西新井車庫を営団が譲り受けたものである。2020年6月6日改正ダイヤでは、東京メトロ車2本が東武の南栗橋車両管区春日部支所で、東武車2本が千住検車区でそれぞれ夜間留置となる「外泊運用」が組まれている。
運用番号の末尾は、東武車がT、自社車がSである。運用番号は東武車が 01T - 33T と 41T - 47T の奇数、自社車が 02S - 74S の偶数と 61S・63S・65Sである。
なお、2013年3月15日までは、もう一方の終着駅である中目黒駅から東急東横線菊名駅までの相互直通運転を行っていたが、東急東横線と副都心線との相互直通運転を開始した翌16日からは、 東急東横線との直通列車は設定されていない「当面の間休止」の状態である。ドア数や車両の長さが副都心線及び東横線の標準的な車両とは異なる、東横線へのホームドア設置の整備の際にドア配置が問題となったこと、東横線の輸送規模の容量を超過するなど、東横線に副都心線と日比谷線の乗り入れを共存させることは問題点が多い。なお、現在の新型車両はドア数や車両の長さが副都心線及び東横線の標準的な車両と同じであり、東横線に副都心線と日比谷線の乗り入れを共存しやすくなったが、2016年の車両公開時の取材に対して、東京メトロの関係者は「特に（直通運転の）予定があるわけではない」と述べている。
かつての東急東横線内乗り入れ区間の営業キロは16.6 km。早朝および夕方は10分から15分間隔で武蔵小杉駅または菊名駅発着、日中は30分間隔で菊名駅発着であり、途中駅の元住吉駅で特急の通過待ちを行っていた。直通列車は、東横特急運転開始前は日中15分間隔であったが、2001年3月28日の東横特急運転開始と同時に、日中は30分間隔となるなど、本数が削減され、同時に東急1000系電車による日比谷線内折り返し列車（中目黒行き）が設定されるようになった。この本数削減の代わりに、中目黒駅で東急東横線との接続が考慮された。2003年3月19日以降は中目黒駅に全列車が停車するようになり、さらに接続の改善が図られた。
3社相互直通はなかったが、東京メトロの車両が「菊名駅→北千住駅→中目黒駅→東武動物公園駅」のように、一日の間に東急東横線・東武伊勢崎線の両方に乗り入れる運用は存在した。
東急東横線との相互直通運転が終了した後も、日比谷線所属車両の定期検査は東急田園都市線鷺沼駅に隣接する東京メトロ鷺沼工場において行われるため、東急線（東横線・目黒線・大井町線・田園都市線）を経由する回送ルートが組まれている。
東急車の運用番号の末尾はKであり、運用番号は81K - 85Kで設定されていた。

### 臨時列車
ゴールデンウィークやクリスマスなどのシーズンには、菊名駅を超えて横浜高速鉄道みなとみらい線の元町・中華街駅まで直通する臨時列車「みなとみらい号」を運転した。この臨時列車は、日比谷線内でも急行列車として運転し、途中の停車駅は上野駅・仲御徒町駅・秋葉原駅・人形町駅・茅場町駅・八丁堀駅・東銀座駅・銀座駅・日比谷駅・霞ケ関駅・六本木駅・恵比寿駅であったが、2007年4月21日のみなとみらい号からは日比谷線内各駅停車に変更されている。車両は東急1000系が使用された。
日比谷線における臨時急行列車は、2003年12月に「東京ミレナリオ号」として急行運転（停車駅はみなとみらい号と同じ）を行ったことがあったが、その際の車両には日比谷線03系車両が使用されていた。

## 車両
日比谷線の車両は、建設当時既に20 m車を標準としていた東武から20 m車規格が提案されたが、当時の営団がルート上に急曲線が設定できることから用地買収がより容易となる18 m車の採用に傾いたため、協議の末に18 mが採用され、「2号線車両規格」は18 m車を基準に制定された。東急は当時18 m車が標準であったが、東横線では既に20 m車の走行実績があった。
しかし、その後3社とも20 m車が標準となる中、東武、東急とも18 m車の日比谷線乗り入れ専用車両を製造して乗り入れる状況が続いた。また、建設当時の東急東横線が最大6両編成であったことから当初は6両編成を前提に建設されたが、建設途中から8両に変更されている。車両の扉数は片側3扉が標準であったが、最混雑区間では混雑率が200%を超える状況が続いていたため、車両更新と併せて運行本数を増加させることで輸送力の確保したが、乗降時間が長引き、駅に停車する時間が所定時間を大幅に超える結果となってしまい、1時間あたりの列車本数が確保できない事態が生じていた。そのため、1990年から製造された東京メトロおよび東武の一部車両は、編成の両端2両ずつを5扉としてラッシュ混雑時の乗降時間の短縮を図った。
北千住駅 - 上野駅間は東西線用5000系車両の試運転などでの入線実績があり、当初から20 m車の入線が可能となっている区間もあった。東京メトロは2010年にすべての路線へのホームドア設置を表明しており、かねてから東武は日比谷線直通車両の20 m化を要望していたこともあって、2011年からホームドア設置と車両の20 m車導入の検討を開始した。東京メトロは鉄道総研への調査委託による、建築限界測定、橋梁・高架部の強度測定、走行安全性評価を行った結果、小規模な改修で20 m車両を導入することが可能であることが分かり、六本木駅などの曲線半径の小さいホームの削正、曲線半径の拡大による路線形状の変更、入換信号機・標識・線内の誘導無線・架線の電架柱基礎などの建築限界支障箇所の移設と撤去、車両の軸重の増加による橋梁部と高架部の補強、国土交通省への運転関係・車両関係・設備関係などの届出済基準の変更などを行った。これらの施行後に新型車両はホームや折り返し線の有効長を考慮して、18 m車両8両編成（全長144 m）から20 m車両7両編成（全長140 m）とし、東京メトロ・東武の両社で仕様の統一を図り、また「2号線車両規格」をこれを機に大幅に改定し、20 m車7両編成4扉の新型車両（東京メトロ13000系、東武70000系）を導入して車両の置き換えを進めることとした。これは日比谷線内・東武線内のホームドア導入に際し、車両長を20 m車に統一させる必要があったためである。製造は13000系・70000系ともに近畿車輛である。
2017年3月25日より13000系が営業運転を開始。2017年7月7日からは東武70000系が運行を開始した、2020年3月20日からは70090型が加わっている。
かつては、東急1000系のみがワンハンドル車で、同車の乗り入れ終了に伴い当線でのワンハンドル車の運行がなくなったが、13000系・70000系の導入で、4年ぶりにワンハンドル車での運行が復活した。
車両の号車番号表記は、東京メトロの車両は中目黒方先頭車を1号車、東急の車両は北千住方先頭車を1号車としており、東武の車両は号車番号表記がなかったが、2011年時点では東京メトロの車両も北千住方先頭車を1号車としている。

### 自社車両
- 13000系

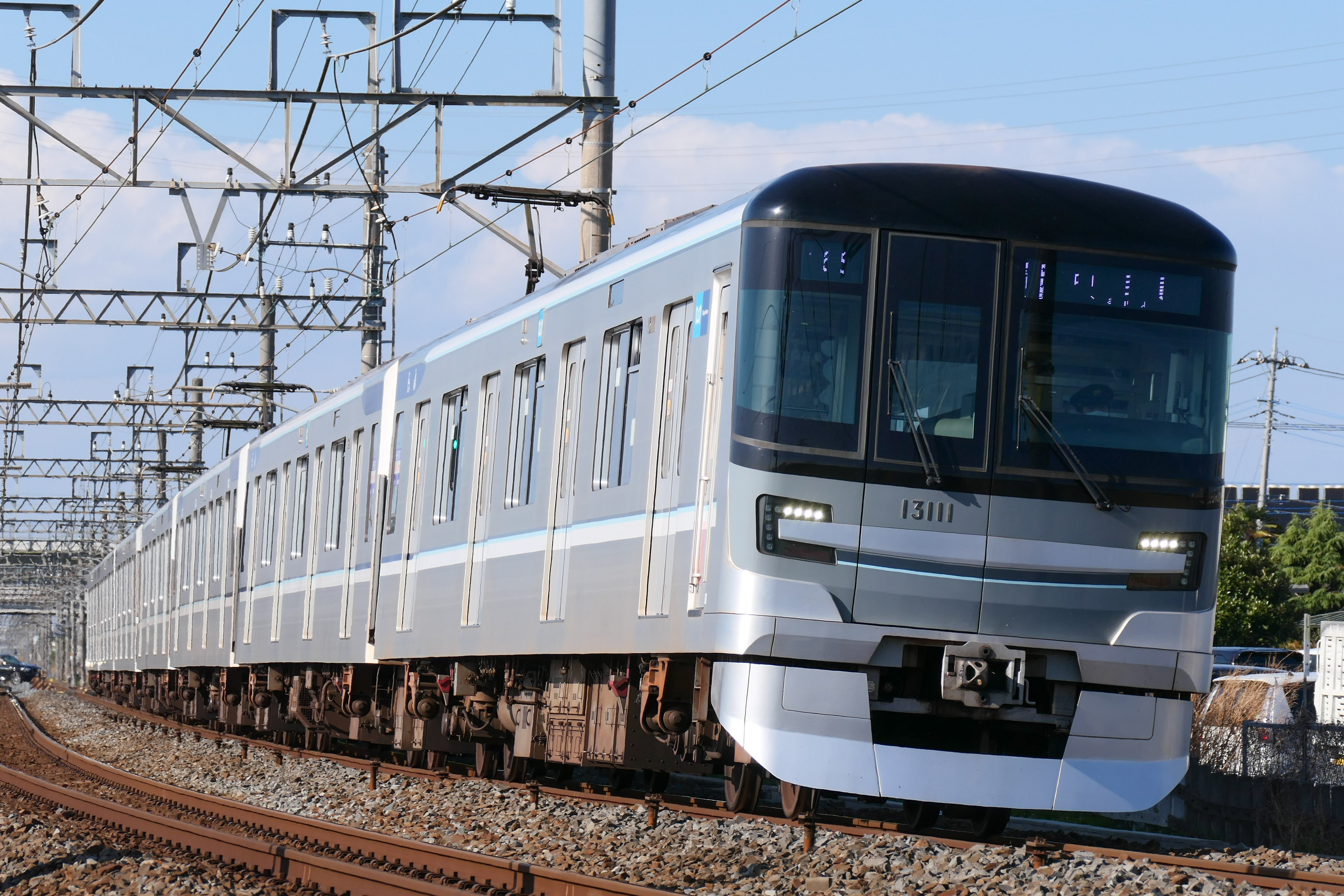
13000系（2021年4月）

### 過去の自社車両
- 3000系（1961年3月28日 - 1994年7月23日）[45]
  - 3000系の計画当初、ラインカラーの帯取り付けの検討がなされたが「1・2・3等など旧来の客車の等級を感じさせるので好ましくない」という東義胤運転部・車両部分掌理事（当時）の指示により取り止めとなった[80]。
- 03系（1988年7月1日 - 2020年2月28日[68]）
  - 第09 - 28編成は編成の両端2両ずつが5扉車

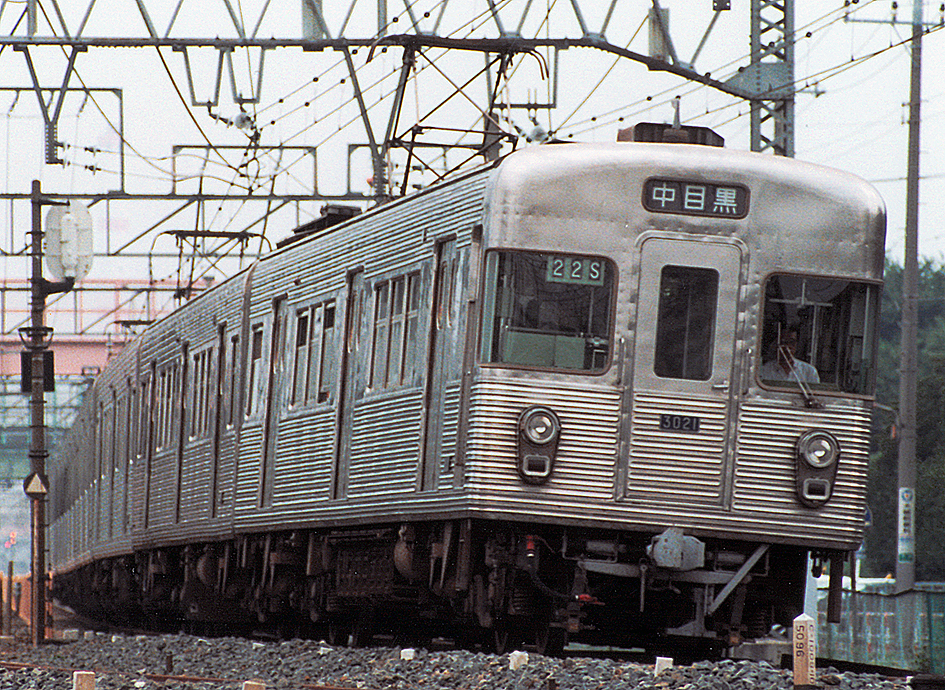
3000系（1988年）
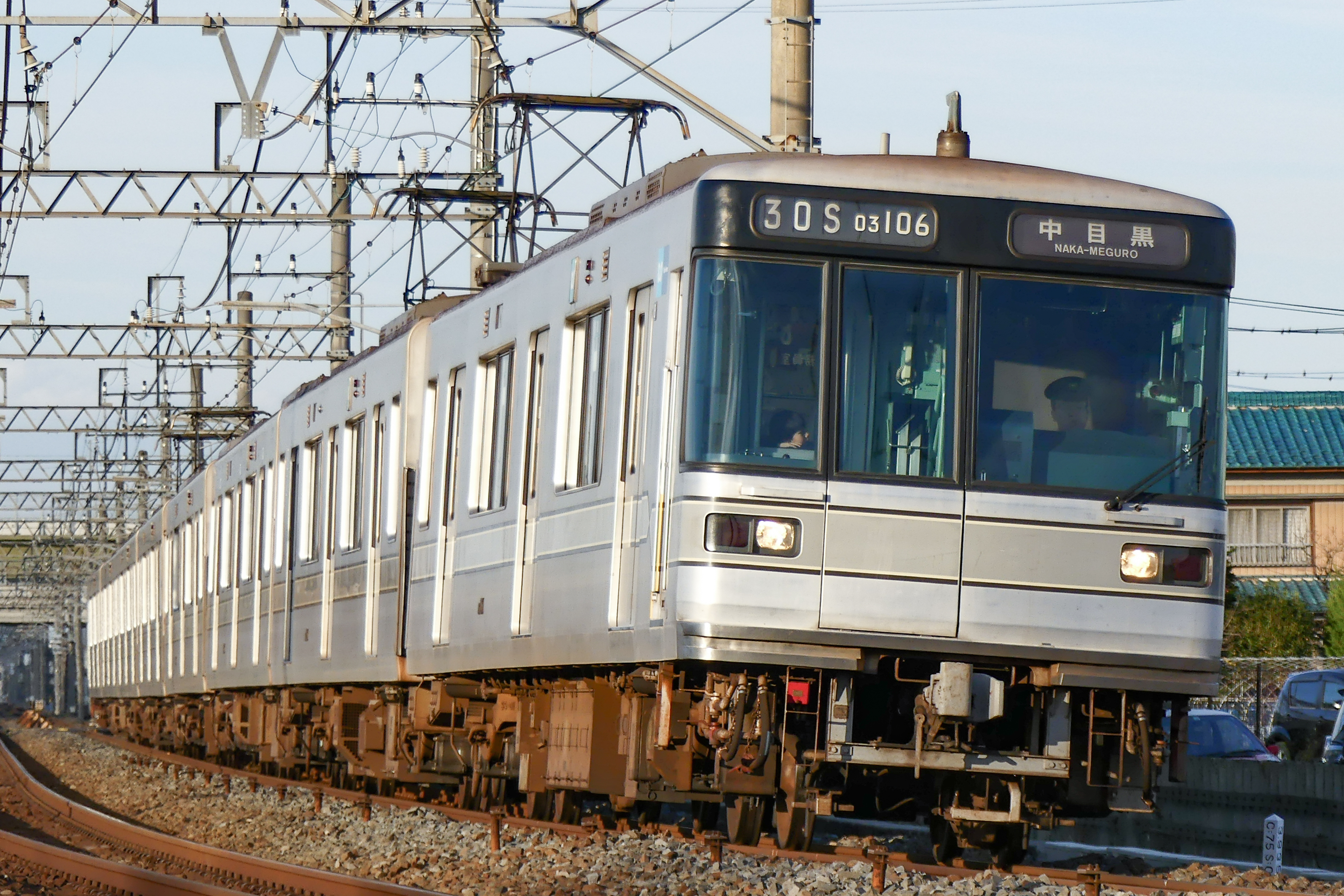
03系（2018年12月）
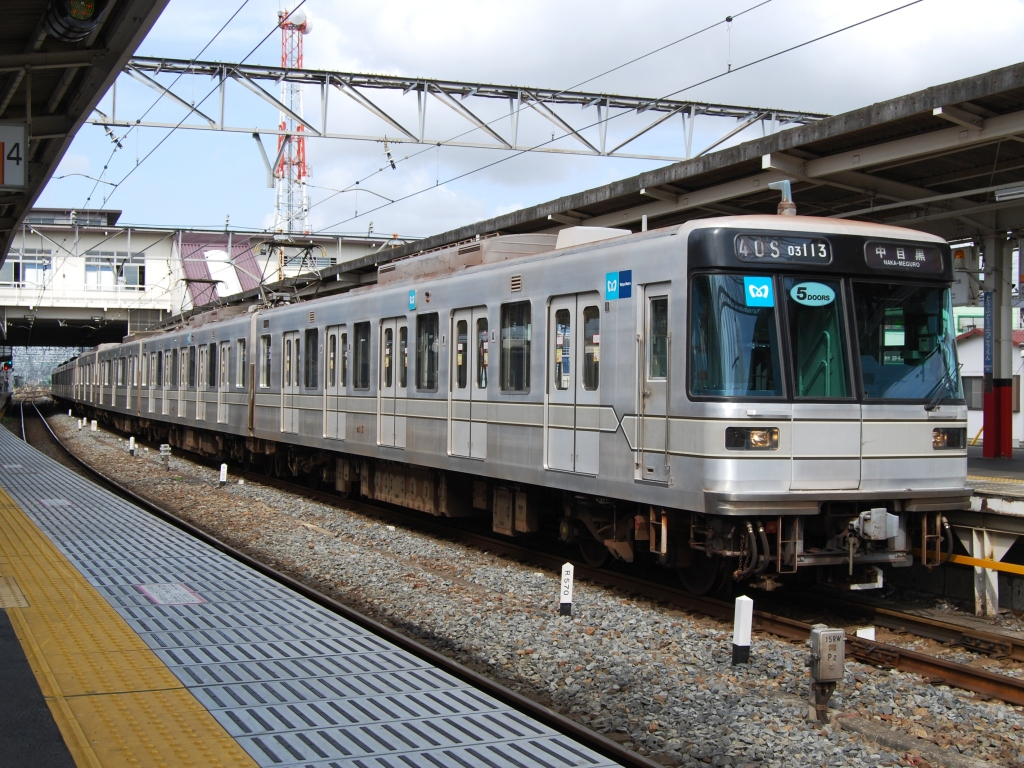
03系5扉車（2008年10月）

### 乗り入れ車両
東武鉄道
- 70000系70000型
- 70000系70090型

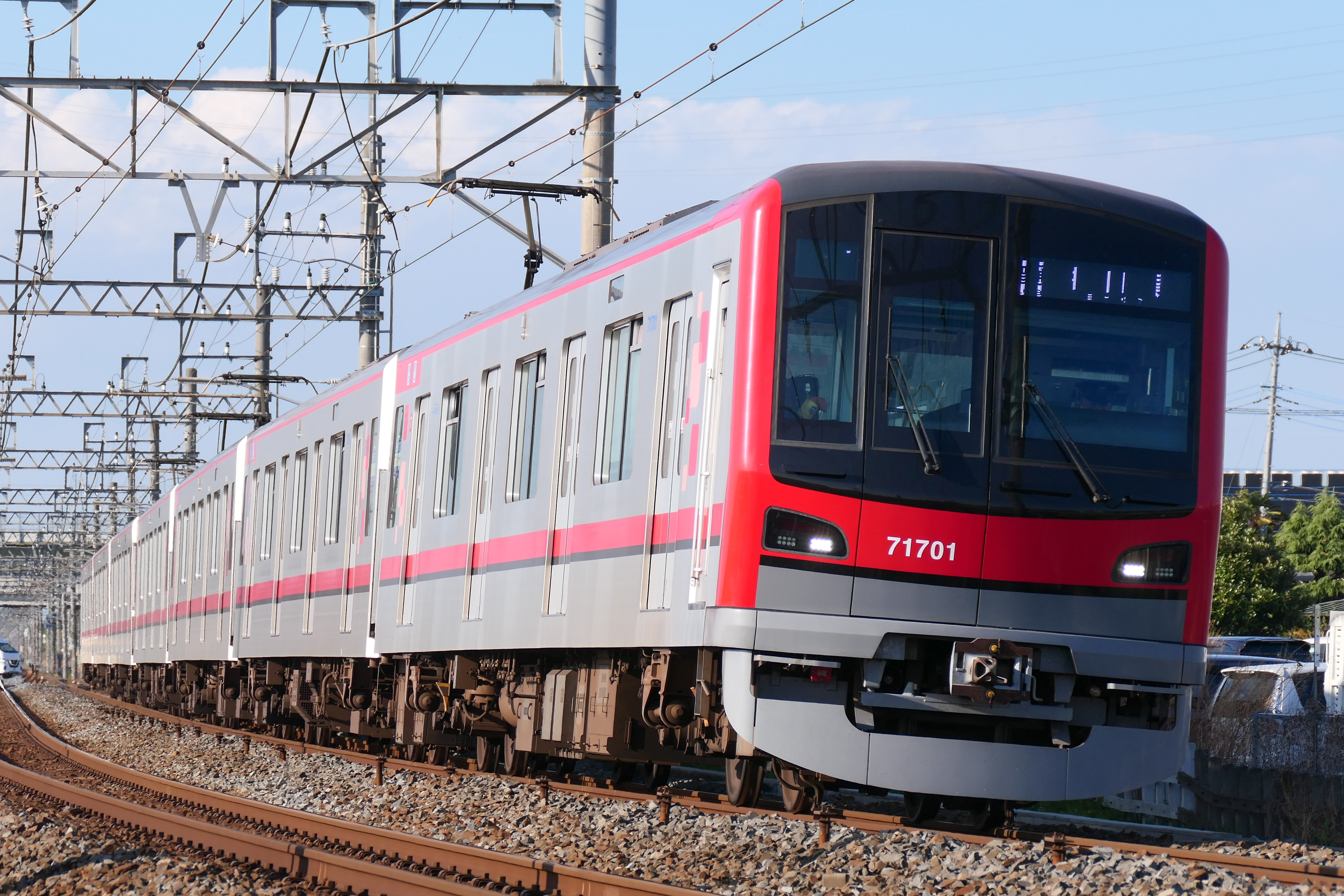
70000系70000型（2021年4月）
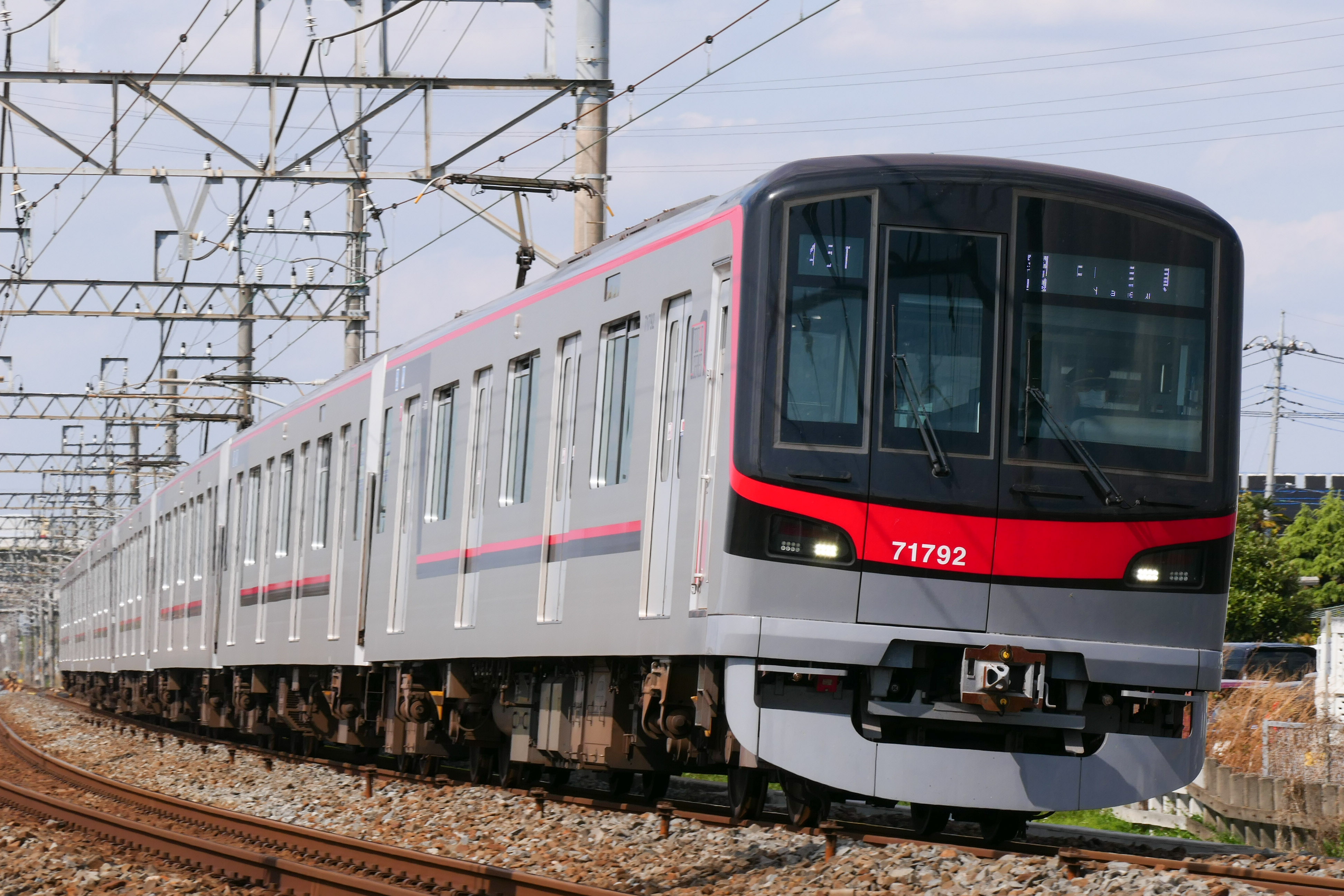
70000系70090型（2021年4月）

### 過去の乗り入れ車両
東武鉄道
- 2000系（1962年5月31日 - 1993年8月1日）
- 20000系20000型・20050型（1988年3月25日 - 2020年3月27日）
- 20000系20070型（1997年3月25日 - 2018年3月7日）

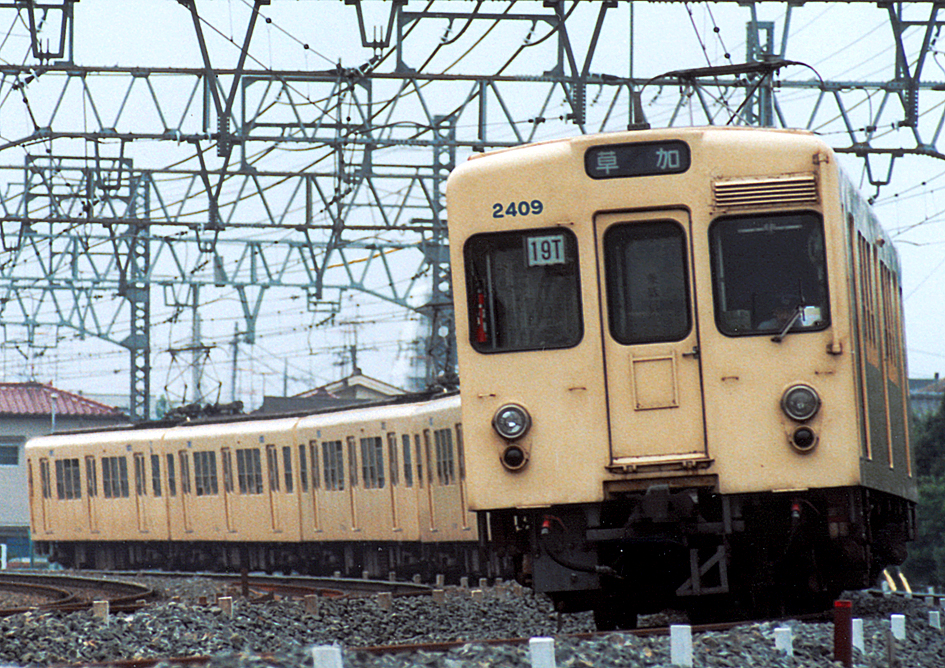
2000系（1988年）
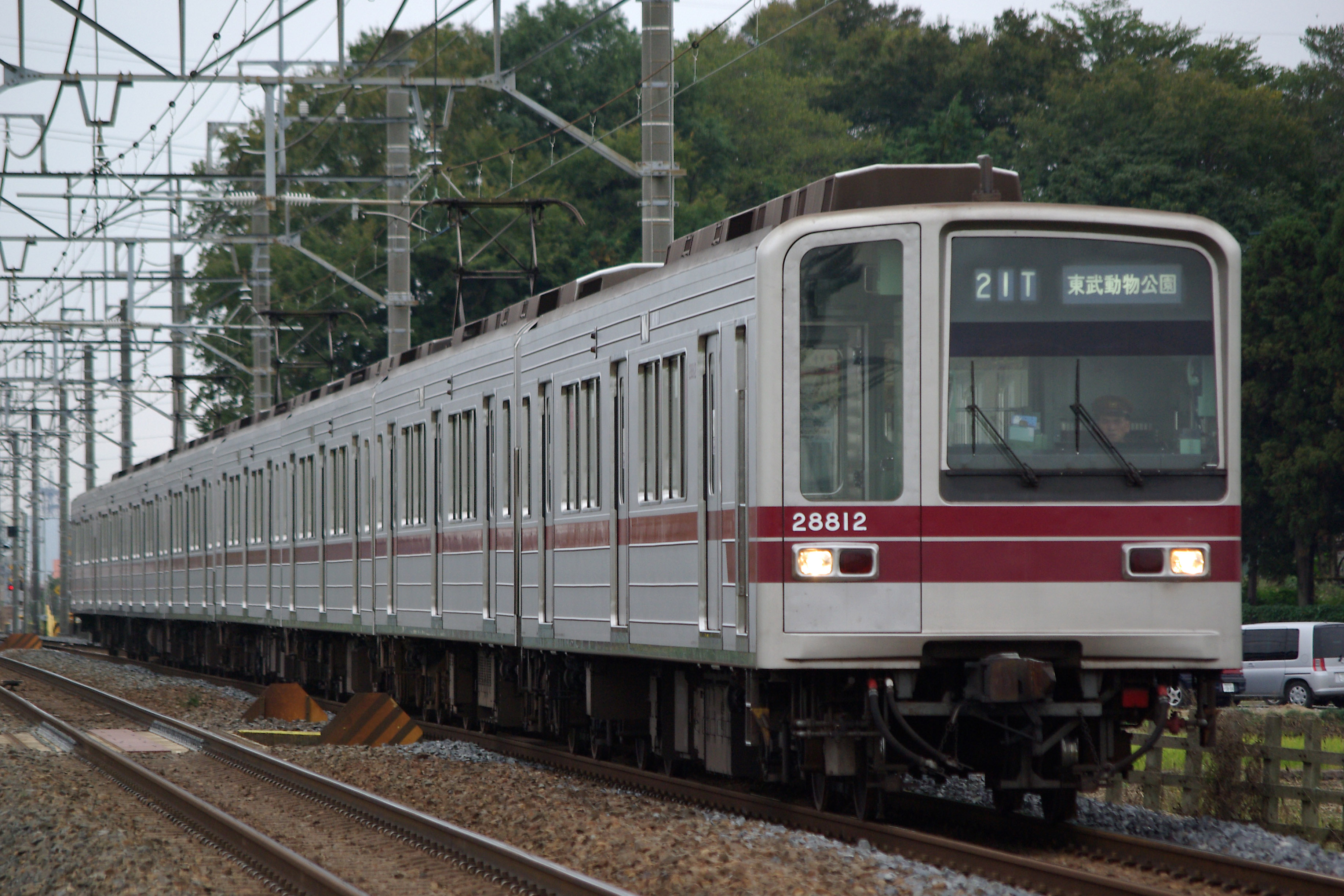
20000型（2007年11月）
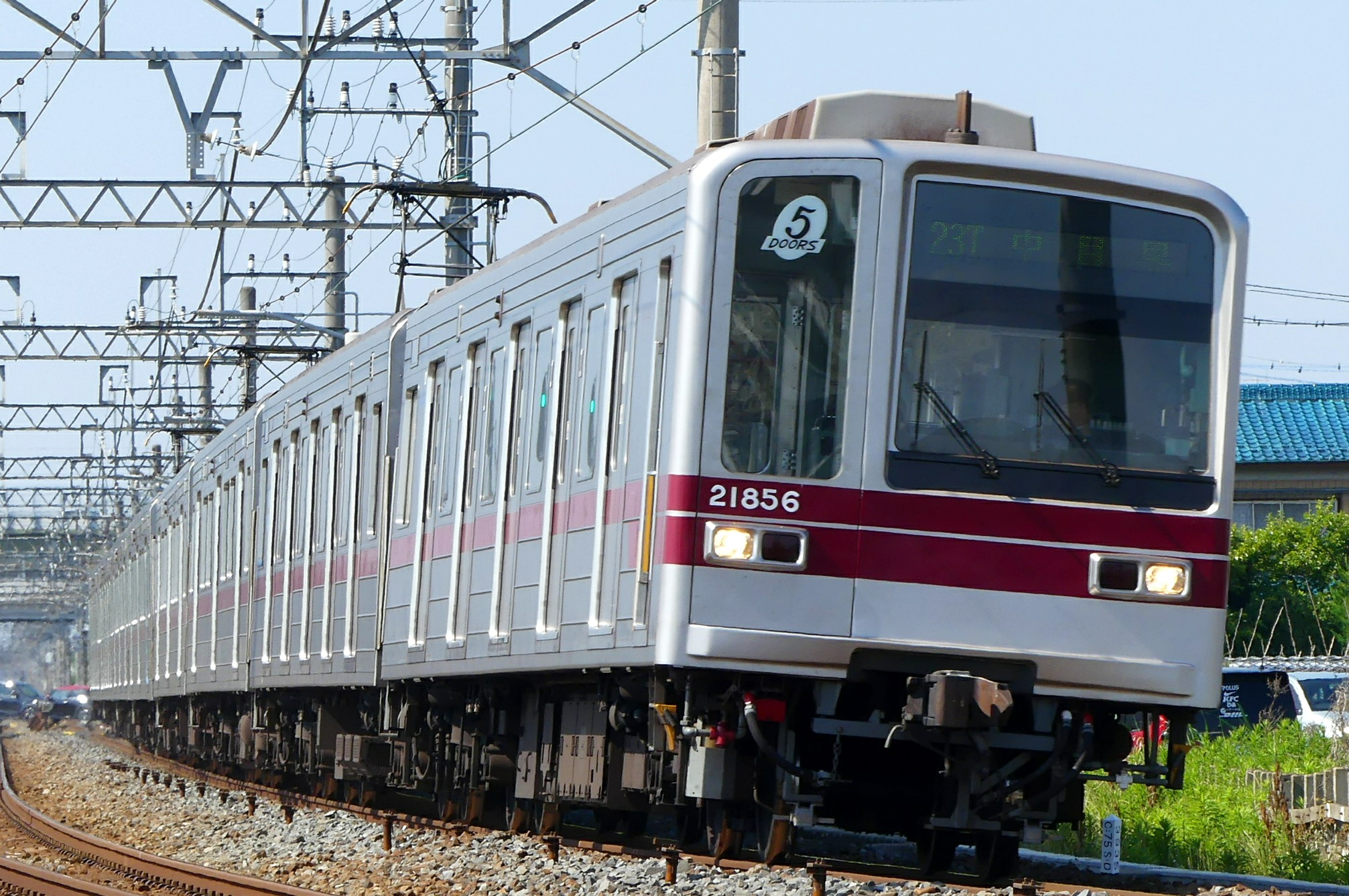
20050型（2020年3月）
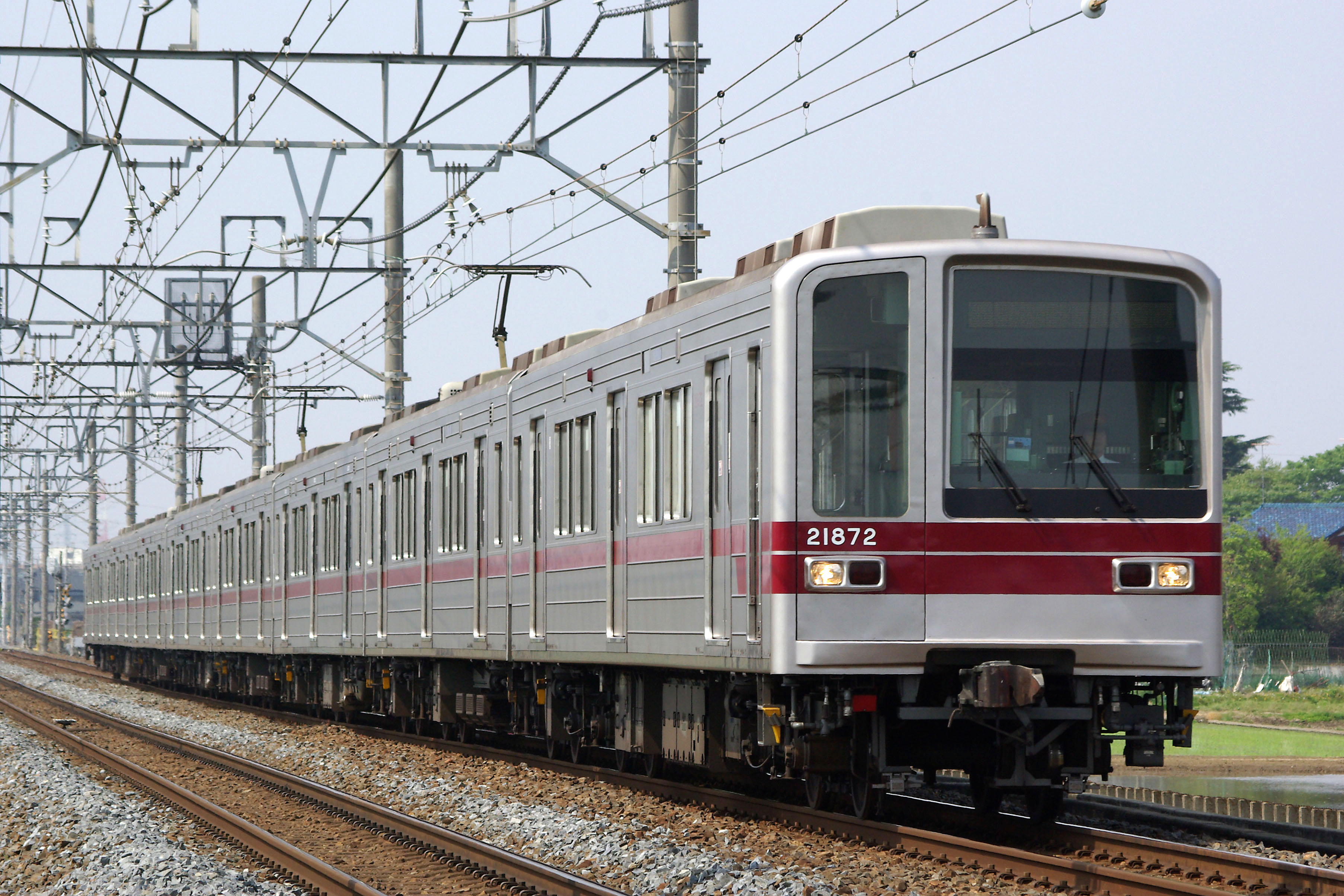
20070型（2008年5月）

東急電鉄
- 7000系（初代）（1964年8月29日 - 1991年6月3日）
- 1000系（1988年12月26日 - 2013年3月15日）

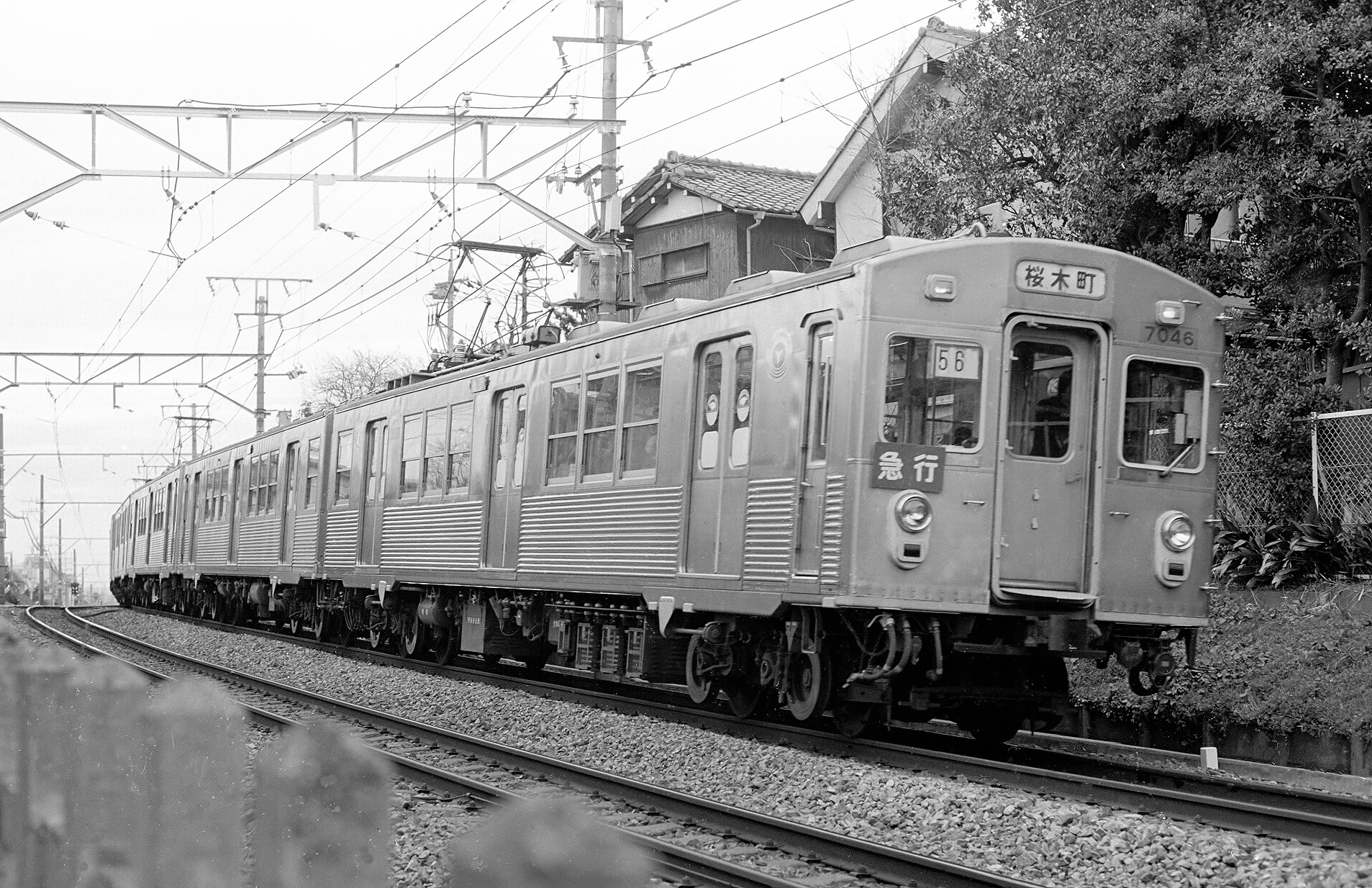
7000系（1980年3月）
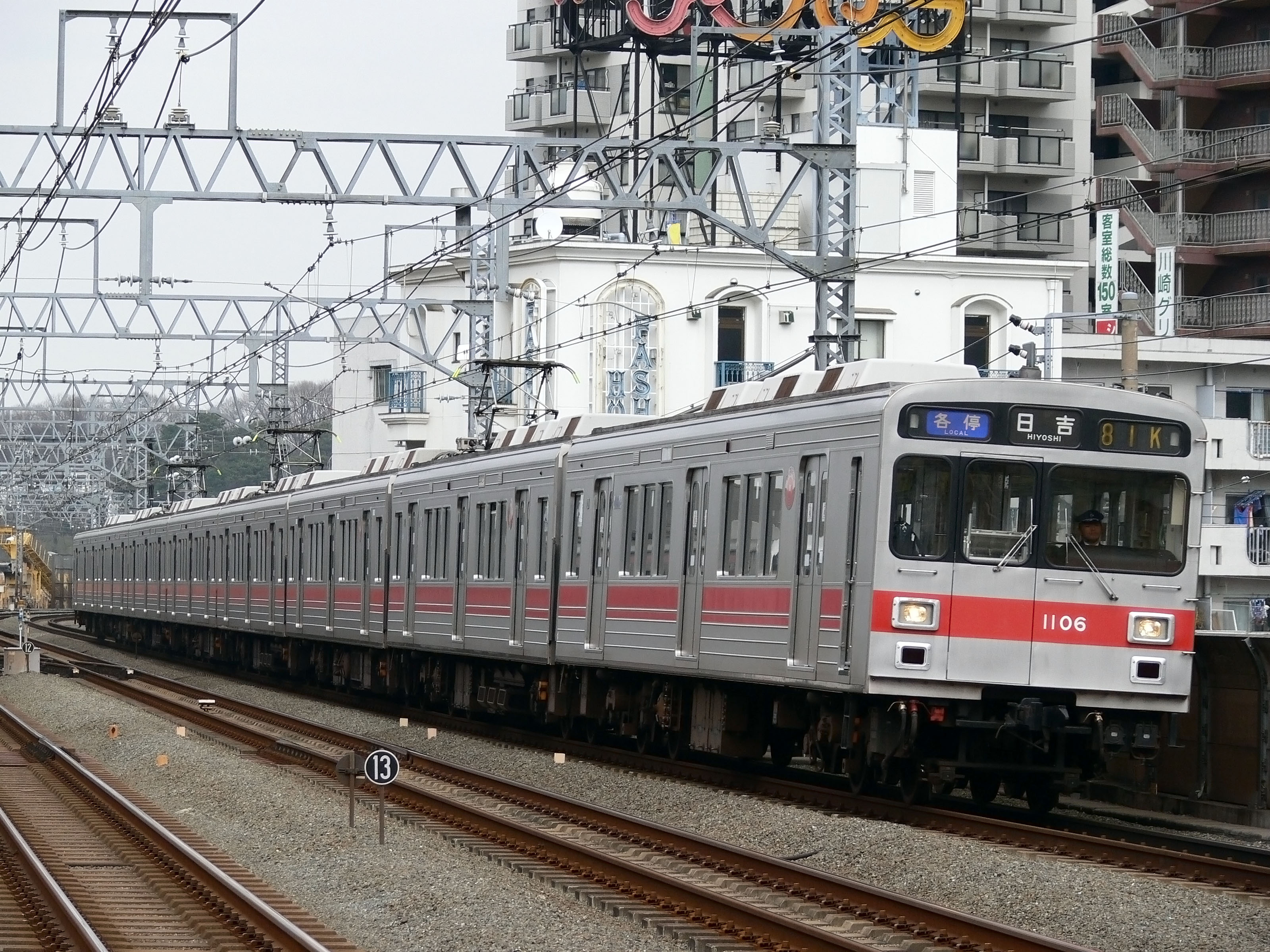
1000系（2007年2月）

## 保安装置
開業当初日比谷線で使用していた自動列車制御装置 (ATC) は地上信号式 (WS) で、原則として運転士が手動で制動（ブレーキ）を掛ける方式であった。色灯式信号により、進行信号 (G) 70 km/h、減速信号 (YG) 50 km/h、注意信号 (Y) 40 km/h、警戒信号 (YY) 25 km/hの速度制限が掛かる。
日比谷線の最終運転計画では、6両編成の2分間隔運転（1時間あたり30本）を想定していたが、前述したとおり1960年（昭和35年）4月に八丁堀 - 中目黒間が8両編成の2分間隔運転に変更となった。八丁堀（東急東横線・中目黒方面からの折り返しが可能） - 霞ケ関駅（東武伊勢崎線・北千住方面からの折り返しが可能）間では、1分30秒間隔運転（1時間あたり40本）に対応できる信号設備を備えていた。
その後、2003年（平成15年）10月12日に車内信号方式の新CS-ATCに切り換えられた。

### ATO試験
日比谷線では、過去に長期間にわたって自動列車運転装置 (ATO) の試験運転が実施されていた。

## 女性専用車
日比谷線における女性専用車は、2006年3月27日に乗り入れ先である東武伊勢崎線の日比谷線直通普通列車とともに導入された。
平日朝7時30分から9時までの間に北千住駅を発車する中目黒方面行きの全列車において実施されており、途中駅始発・終着列車も対象である。線内で9時を過ぎた時点で女性専用車の扱いは解除となる。進行方向最後尾車両である1号車に設定され、実施区間は東武南栗橋駅→東武動物公園駅→北千住駅→中目黒駅である。また、かつて設定されていた東急東横線直通列車は、中目黒駅到着後に女性専用車の実施を終了し、東横線内では実施されなかった。

## 利用状況
2023年（令和5年）度の最混雑区間（A線、三ノ輪 → 入谷間）の混雑率は162%であり、東京メトロの全路線の中で最も高い数字となっている。
北千住までの延伸開業以降、A線は東武伊勢崎線からの直通人員が急増し、朝ラッシュ時の混雑率は200%を越えていた。このため朝ラッシュ時の増発が頻繁になされ、1968年の時点で毎時26本が運転されるようになった。1966年9月1日に全列車が6両編成に、1971年5月31日に全列車が8両編成になり、長編成化が急ピッチで行われたことで一旦は混雑率が180%台に緩和するが、輸送人員の増加により1975年度からは220%台で高止まりとなった。1971年3月20日に千代田線が霞ケ関まで延伸開業して北千住 - 霞ケ関間のバイパス路線となったが、こちらも1973年度以降は混雑率が200%を超えるようになった。
乗り入れ先の東武伊勢崎線でも、北千住駅のホームが日比谷線への乗換客で埋め尽くされる事態が頻発したこともあり、乗換客を減らす苦肉の策として1988年11月21日に浅草う回乗車制度が、1990年9月25日に業平橋駅（現・とうきょうスカイツリー駅）折り返し用10両対応の地平ホーム設置と押上駅への連絡通路設置に伴い押上う回乗車制度が導入された。う回制度の導入後は日比谷線の輸送人員が減少し、混雑率は1991年度に200%台に、1995年度に180%台に低下した。北千住駅の重層化工事が1997年3月25日に完成したことを受け、これらの制度は同年3月31日に廃止された。
2003年3月19日に東武伊勢崎線と半蔵門線が相互直通運転を開始し、2005年8月24日につくばエクスプレスが開業するなど、北千住駅から都心方向へ直通する路線が増えたことで乗客が分散され、2008年度に混雑率は150%台まで低下した。
2010年代を通して150%台で横ばいとなっていた混雑率は2020年の新型コロナウイルス感染症の流行に伴い一時的に低下したが、新型コロナウイルス感染症の五類移行に加え、虎ノ門ヒルズや麻布台ヒルズ等の沿線における再開発事業の進展に伴い、2023年度の最混雑区間における乗客数・混雑率はいずれも新型コロナウイルス感染症流行前の2019年度を上回り、160%を超えている。
2007年度の一日平均通過人員は、入谷 - 上野間が381,878人で最も多い。北千住方面は緩やかに減少するが、北千住 - 南千住間の一日平均通過人員は335,314人であり、北千住 - 秋葉原間の各駅は一日平均通過人員が33万人を上回っている。中目黒方面も緩やかに減少し、八丁堀 - 築地間の一日平均通過人員は302,551人であるが、この区間を境にして一旦は通過人員が増加に転じ、東銀座 - 銀座間の一日平均通過人員は327,090人である。その後は再度緩やかに減少して銀座 - 霞ケ関間で一日平均通過人員が30万人を下回るが、霞ケ関 - 神谷町間で303,895人に増加する。その後は各駅で通過人員が大きく減少し、恵比寿 - 中目黒間が190,475人で最も少ない。
全線開業年度以降の輸送実績を下表に記す。表中、最高値を赤色で、最高値を記録した年度以降の最低値を青色で、最高値を記録した年度以前の最低値を緑色で表記している。
| 年度               | 最混雑区間輸送実績 | 最混雑区間輸送実績 | 最混雑区間輸送実績 | 最混雑区間輸送実績 | 特記事項                                       |
| 年度               | 運転本数：本       | 輸送力：人         | 輸送量：人         | 混雑率：%          | 特記事項                                       |
| ------------------ | ------------------ | ------------------ | ------------------ | ------------------ | ---------------------------------------------- |
| 1964年（昭和39年） | 20                 | 14,784             | 27,890             | 196                | 最混雑区間は入谷 → 上野間                      |
| 1965年（昭和40年） | 20                 | 14,784             | 33,119             | 224                |                                                |
| 1966年（昭和41年） | 24                 | 18,048             | 37,173             | 206                | 9月1日、全列車が18m車6両編成となる             |
| 1967年（昭和42年） | 24                 | 18,048             | 44,980             | 249                |                                                |
| 1968年（昭和43年） | 26                 | 19,552             | 44,897             | 230                |                                                |
| 1969年（昭和44年） | 26                 | 19,552             | 46,424             | 237                | 12月20日、千代田線北千住 - 大手町間開業        |
| 1970年（昭和45年） | 26                 | 19,552             | 47,523             | 243                | 1971年3月20日、千代田線大手町 - 霞ケ関間開業   |
| 1971年（昭和46年） | 26                 | 26,208             | 48,977             | 187                | 5月31日、全列車が18m車8両編成となる            |
| 1972年（昭和47年） | 26                 | 26,208             | 52,273             | 199                |                                                |
| 1973年（昭和48年） | 26                 | 26,208             | 54,310             | 207                |                                                |
| 1974年（昭和49年） | 26                 | 26,208             | 56,280             | 215                |                                                |
| 1975年（昭和50年） | 26                 | 26,208             | 58,816             | 224                |                                                |
| 1976年（昭和51年） | 26                 | 26,208             | 58,706             | 224                |                                                |
| 1977年（昭和52年） | 26                 | 26,208             | 58,574             | 223                |                                                |
| 1978年（昭和53年） | 26                 | 26,208             | 56,860             | 217                |                                                |
| 1979年（昭和54年） | 26                 | 26,208             | 58,494             | 223                |                                                |
| 1980年（昭和55年） | 27                 | 27,216             | 60,760             | 223                | 最混雑区間を三ノ輪 → 入谷間に変更              |
| 1981年（昭和56年） | 27                 | 27,216             | 59,195             | 218                |                                                |
| 1982年（昭和57年） | 27                 | 27,216             | 60,967             | 224                |                                                |
| 1983年（昭和58年） | 27                 | 27,216             | 61,112             | 225                |                                                |
| 1984年（昭和59年） | 27                 | 27,216             | 61,350             | 225                |                                                |
| 1985年（昭和60年） | 27                 | 27,216             | 62,850             | 231                |                                                |
| 1986年（昭和61年） | 27                 | 27,216             | 62,479             | 230                |                                                |
| 1987年（昭和62年） | 27                 | 27,216             | 62,178             | 228                |                                                |
| 1988年（昭和63年） | 28                 | 28,224             | 58,976             | 209                | 11月21日、東武伊勢崎線に浅草迂回乗車制度を導入 |
| 1989年（平成元年） | 28                 | 28,224             | 60,678             | 215                |                                                |
| 1990年（平成02年） | 28                 | 28,224             | 59,417             | 211                | 9月25日、東武伊勢崎線に押上迂回乗車制度を導入  |
| 1991年（平成03年） | 28                 | 28,224             | 55,931             | 198                |                                                |
| 1992年（平成04年） | 28                 | 28,224             | 57,205             | 203                |                                                |
| 1993年（平成05年） | 28                 | 28,224             | 56,247             | 199                |                                                |
| 1994年（平成06年） | 28                 | 28,224             | 54,506             | 193                |                                                |
| 1995年（平成07年） | 28                 | 28,224             | 52,469             | 186                |                                                |
| 1996年（平成08年） | 28                 | 28,224             | 51,296             | 182                | 1997年3月31日、東武伊勢崎線の迂回乗車制度廃止  |
| 1997年（平成09年） | 28                 | 28,224             | 50,680             | 180                |                                                |
| 1998年（平成10年） | 28                 | 28,224             | 49,939             | 177                |                                                |
| 1999年（平成11年） | 28                 | 28,224             | 49,152             | 174                |                                                |
| 2000年（平成12年） | 28                 | 28,224             | 48,731             | 173                |                                                |
| 2001年（平成13年） | 28                 | 28,224             |                    | 174                |                                                |
| 2002年（平成14年） | 28                 | 28,224             | 48,485             | 172                | 2003年3月19日、半蔵門線押上延伸開業            |
| 2003年（平成15年） | 28                 | 28,224             | 47,216             | 167                |                                                |
| 2004年（平成16年） | 28                 | 28,224             |                    | 165                |                                                |
| 2005年（平成17年） | 28                 | 28,224             |                    | 163                | 8月24日、つくばエクスプレス開業                |
| 2006年（平成18年） | 28                 | 28,224             | 45,784             | 162                |                                                |
| 2007年（平成19年） | 28                 | 28,224             | 46,270             | 164                |                                                |
| 2008年（平成20年） | 28                 | 28,224             | 44,865             | 159                |                                                |
| 2009年（平成21年） | 28                 | 28,224             | 43,925             | 156                |                                                |
| 2010年（平成22年） | 28                 | 28,224             | 43,328             | 154                |                                                |
| 2011年（平成23年） | 28                 | 28,224             | 43,100             | 153                |                                                |
| 2012年（平成24年） | 28                 | 28,224             | 43,887             | 155                |                                                |
| 2013年（平成25年） | 28                 | 28,224             | 43,185             | 153                |                                                |
| 2014年（平成26年） | 28                 | 28,224             | 44,879             | 159                | 2015年3月14日、上野東京ライン開業              |
| 2015年（平成27年） | 28                 | 28,224             | 43,110             | 153                |                                                |
| 2016年（平成28年） | 28                 | 28,224             | 43,648             | 155                | 2017年3月25日、20m車7両編成運転開始            |
| 2017年（平成29年） | 27                 | 27,216             | 42,595             | 157                |                                                |
| 2018年（平成30年） | 27                 | 27,216             | 42,754             | 157                |                                                |
| 2019年（令和元年） | 27                 | 27,216             | 43,068             | 158                | 2020年3月27日、18m車8両編成運転終了            |
| 2020年（令和02年） | 27                 | 27,945             | 30,679             | 110                | 6月6日、虎ノ門ヒルズ駅開業                     |
| 2021年（令和03年） | 27                 | 27,945             | 35,542             | 127                |                                                |
| 2022年（令和04年） | 27                 | 27,945             | 37,726             | 135                |                                                |
| 2023年（令和05年） | 27                 | 27,945             | 45,271             | 162                |                                                |

## 駅一覧
- 駅番号はB線方向（中目黒から北千住の方向）に増加。
- 全駅東京都内に所在。
- 各駅停車は全駅に停車する（表中省略）。
- 下り（久喜行き）のTHライナーは全列車が霞ケ関駅 - 久喜駅間での運転となっている。また、上り（恵比寿行き）のTHライナーは霞ケ関駅 - 恵比寿駅間がフリー乗降区間となっており、乗車券のみで利用することが出来る。

凡例
●: 停車、△: 上り列車のみ停車、◇: 運転停車、｜: 通過
| 駅番号       | 駅名                    | 駅間キロ     | 累計キロ     | ＴＨライナー                                                       | 接続路線・備考 | 地上／地下                                                         | 所在地                                                             |
| ------------ | ----------------------- | ------------ | ------------ | ------------------------------------------------------------------ | --- | ------------------------------------------------------------------ | ------------------------------------------------------------------ |
| H-01         | 中目黒駅                | -            | 0.0          |                                                                    | 東急電鉄： 東横線 (TY03) | 地上                                                               | 目黒区                                                             |
| H-02         | 恵比寿駅                | 1.0          | 1.0          | △                                                                  | 東日本旅客鉄道： 山手線 (JY 21)・ 埼京線 (JA 09)・ 湘南新宿ライン (JS 18) | 地下区間                                                           | 渋谷区                                                             |
| H-03         | 広尾駅                  | 1.5          | 2.5          | △                                                                  | | 地下区間                                                           | 港区                                                               |
| H-04         | 六本木駅                | 1.7          | 4.2          | △                                                                  | 都営地下鉄： 大江戸線 (E-23) | 地下区間                                                           | 港区                                                               |
| H-05         | 神谷町駅                | 1.5          | 5.7          | △                                                                  | | 地下区間                                                           | 港区                                                               |
| H-06         | 虎ノ門ヒルズ駅          | 0.5          | 6.2          | △                                                                  | 東京地下鉄： 銀座線 (虎ノ門駅：G-07) | 地下区間                                                           | 港区                                                               |
| H-07         | 霞ケ関駅                | 0.8          | 7.0          | ●                                                                  | 東京地下鉄： 丸ノ内線 (M-15) ・ 千代田線 (C-08) | 地下区間                                                           | 千代田区                                                           |
| H-08         | 日比谷駅                | 1.2          | 8.2          | ｜                                                                 | 東京地下鉄： 千代田線 (C-09)・ 有楽町線 (有楽町駅：Y-18) 都営地下鉄： 三田線 (I-08) | 地下区間                                                           | 千代田区                                                           |
| H-09         | 銀座駅 （松屋・三越前） | 0.4          | 8.6          | ●                                                                  | 東京地下鉄： 銀座線 (G-09) ・ 丸ノ内線 (M-16)・ 有楽町線 (銀座一丁目駅：Y-19) | 地下区間                                                           | 中央区                                                             |
| H-10         | 東銀座駅                | 0.4          | 9.0          | ｜                                                                 | 都営地下鉄： 浅草線 (A-11) | 地下区間                                                           | 中央区                                                             |
| H-11         | 築地駅 （本願寺前）     | 0.6          | 9.6          | ｜                                                                 | 東京地下鉄： 有楽町線（新富町駅:Y-20） | 地下区間                                                           | 中央区                                                             |
| H-12         | 八丁堀駅                | 1.0          | 10.6         | ｜                                                                 | 東日本旅客鉄道： 京葉線 (JE 02) | 地下区間                                                           | 中央区                                                             |
| H-13         | 茅場町駅                | 0.5          | 11.1         | ●                                                                  | 東京地下鉄： 東西線 (T-11) | 地下区間                                                           | 中央区                                                             |
| H-14         | 人形町駅                | 0.9          | 12.0         | ｜                                                                 | 都営地下鉄： 浅草線 (A-14) 東京地下鉄： 半蔵門線 (水天宮前駅：Z-10) | 地下区間                                                           | 中央区                                                             |
| H-15         | 小伝馬町駅              | 0.6          | 12.6         | ｜                                                                 | | 地下区間                                                           | 中央区                                                             |
| H-16         | 秋葉原駅                | 0.9          | 13.5         | ●                                                                  | 東日本旅客鉄道： 京浜東北線 (JK 28)・ 山手線 (JY 03)・ 総武線（各駅停車）(JB 19) 首都圏新都市鉄道： つくばエクスプレス (TX01) 都営地下鉄： 新宿線 (岩本町駅：S-08)                                                                                                  | 地下区間                                                           | 千代田区                                                           |
| H-17         | 仲御徒町駅              | 1.0          | 14.5         | ｜                                                                 | 東京地下鉄： 銀座線 (上野広小路駅：G-15) 都営地下鉄： 大江戸線 (上野御徒町駅：E-09) | 地下区間                                                           | 台東区                                                             |
| H-18         | 上野駅                  | 0.5          | 15.0         | ●                                                                  | 東京地下鉄： 銀座線 (G-16) 東日本旅客鉄道： 東北新幹線・山形新幹線・秋田新幹線・北海道新幹線・上越新幹線・北陸新幹線 ・ 宇都宮線・高崎線〈上野東京ライン〉(JU 02)・ 京浜東北線 (JK 30)・ 山手線 (JY 05)・ 常磐線（快速） (JJ 01) 京成電鉄： 本線 (京成上野駅：KS01) | 地下区間                                                           | 台東区                                                             |
| H-19         | 入谷駅                  | 1.2          | 16.2         | ｜                                                                 | | 地下区間                                                           | 台東区                                                             |
| H-20         | 三ノ輪駅                | 1.2          | 17.4         | ｜                                                                 | | 地下区間                                                           | 台東区                                                             |
| H-21         | 南千住駅                | 0.8          | 18.2         | ｜                                                                 | 東日本旅客鉄道： 常磐線（快速） (JJ 04) 首都圏新都市鉄道： つくばエクスプレス (TX04) | 地上区間                                                           | 荒川区                                                             |
| H-22         | 北千住駅                | 2.1          | 20.3         | ◇                                                                  | 東武鉄道： 伊勢崎線（東武スカイツリーライン）(TS-09)（直通運転：下記参照） 東京地下鉄： 千代田線 (C-18) 東日本旅客鉄道： 常磐線（快速） (JJ 05) 首都圏新都市鉄道： つくばエクスプレス (TX05)                                                                        | 地上区間                                                           | 足立区                                                             |
| 直通運転区間 | 直通運転区間            | 直通運転区間 | 直通運転区間 | 東武日光線 南栗橋駅まで （THライナーのみ 東武伊勢崎線 久喜駅まで） | 東武日光線 南栗橋駅まで （THライナーのみ 東武伊勢崎線 久喜駅まで） | 東武日光線 南栗橋駅まで （THライナーのみ 東武伊勢崎線 久喜駅まで） | 東武日光線 南栗橋駅まで （THライナーのみ 東武伊勢崎線 久喜駅まで） |

1. ↑  中目黒駅は他社接続の共同使用駅で、東急電鉄の管轄駅である[89]。
2. 1 2  2020年6月6日から乗換駅指定[報道 29]。
3. 1 2  2018年3月17日から乗換駅指定[報道 26]。
4. ↑  2000年12月12日から乗換駅指定[報道 6]。
5. ↑  3社とも乗り換え案内は行っているが、連絡業務を行っていない（詳細は南千住駅の項を参照）。
6. ↑  北千住駅は他社接続の共同使用駅で、東武鉄道の管轄駅である。

- 北千住駅から日比谷駅や霞ケ関駅へ向かう場合、茅場町駅・築地駅経由で遠回りとなる日比谷線よりも千代田線の方が所要時間が短い。このため、東武伊勢崎線の乗客が北千住駅で日比谷線に乗車せずに千代田線に乗り換えるケースも多く、朝ラッシュ時の北千住駅千代田線ホームは大変な混雑となっている（詳細は北千住駅の項を参照）。
- 東京メトロおよび乗り入れ各社ではPASMO・Suicaなどの交通系ICカードを利用することが出来るが、改札口を出ないルートで乗り継いだ場合でも最短最安運賃で算出される。
- 現在、国土交通省は新鉄道技術省令の解釈基準で電車線の勾配を最大で35‰と規定しているが、三ノ輪駅 - 南千住駅間には地下で暗渠をくぐり地上で常磐貨物線を高架で跨ぐ必要があるため39‰の勾配が存在する。
- 神谷町駅 - 六本木駅間で東京メトロ南北線と交差するが、交差する地点に駅はなく乗換はできない。
- 三ノ輪駅と都電荒川線（東京さくらトラム） 三ノ輪橋停留場は至近距離だが東京メトロ側では正式の乗換駅とはしていない（都電側では乗換駅として案内を行っている）。

## 発車メロディ
東京メトロが2015年6月から9月までホームページ上において発車メロディ（発車サイン音）に使用する楽曲のリクエストを募集した結果、秋葉原駅のメロディとしてAKB48の「恋するフォーチュンクッキー」、銀座駅のメロディとして石原裕次郎と牧村旬子の「銀座の恋の物語」がそれぞれ採用され、秋葉原駅では2016年3月31日から、銀座駅では同年4月8日から使用を開始した。
そのほかの駅については、2020年2月7日から中目黒駅と北千住駅を除く全駅で使用を開始した（中目黒駅と北千住駅では引き続きブザーを使用）。同時に、前述の秋葉原駅と銀座駅のメロディを新規に制作したバージョンに変更している。
メロディは全てスイッチの制作で、塩塚博、福嶋尚哉、大和優子、松澤健の4名が作曲および編曲を手掛けた。
| 駅名             | 曲名                                       | 曲名                                       | 導入年月日    |
| 駅名             | A線（中目黒方面）                          | B線（北千住・東武線方面）                  | 導入年月日    |
| ---------------- | ------------------------------------------ | ------------------------------------------ | ------------- |
| 中目黒           | 2：（降車専用ホームのためなし）            | 3：（ブザー）                              |               |
| 恵比寿           | 1：アルテミス【福嶋】                      | 2：Sparkling Road【大和】                  | 2020年2月7日  |
| 広尾             | 1：昼下がりのテラス【塩塚】                | 2：希望の地へ【松澤】                      | 2020年2月7日  |
| 六本木           | 1：セレンディピティ【福嶋】                | 2：patio【福嶋】                           | 2020年2月7日  |
| 神谷町           | 1：昇って降りて【福嶋】                    | 2：Lovely Morning【大和】                  | 2020年2月7日  |
| 虎ノ門ヒルズ     | 1：輝く都市【福嶋】                        | 2：夏雲【福嶋】                            | 2020年6月6日  |
| 霞ケ関           | 3：明日への序章【塩塚】                    | 4：今日も一日【福嶋】                      | 2020年2月7日  |
| 日比谷           | 1：銀杏の下で【福嶋】                      | 2：公園日和【福嶋】                        | 2020年2月7日  |
| 銀座             | 5：銀座の恋の物語 verC【福嶋】             | 6：銀座の恋の物語 verD【福嶋】             | 2016年4月8日  |
| 東銀座           | 3：桃山【福嶋】                            | 4：ノスタルジア【大和】                    | 2020年2月7日  |
| 築地             | 1：オールマイティー【塩塚】                | 2：潮騒【福嶋】                            | 2020年2月7日  |
| 八丁堀           | 1：黄金虫のワルツ【塩塚】                  | 2：煌めき【大和】                          | 2020年2月7日  |
| 茅場町           | 1：スピネル【塩塚】                        | 2：キャノピー【福嶋】                      | 2020年2月7日  |
| 人形町           | 1：そぞろ歩き【福嶋】                      | 2：御伽草子【大和】                        | 2020年2月7日  |
| 小伝馬町         | 1：いつもの店で【塩塚】                    | 2：向こう岸【大和】                        | 2020年2月7日  |
| 秋葉原           | 1：恋するフォーチュンクッキー verC【塩塚】 | 2：恋するフォーチュンクッキー verD【塩塚】 | 2016年3月31日 |
| 仲御徒町         | 1：アッシュグレイ【福嶋】                  | 2：ゆれる袂【大和】                        | 2020年2月7日  |
| 上野             | 1：Toy garden【大和】                      | 2：さあ、行くよ！【福嶋】                  | 2020年2月7日  |
| 入谷             | 1：銀箭【福嶋】                            | 2：花びら【大和】                          | 2020年2月7日  |
| 三ノ輪           | 1：タイムマシン【大和】                    | 2：星まつり【福嶋】                        | 2020年2月7日  |
| 南千住           | 1：桜の川堤【福嶋】                        | 2：プリズム【福嶋】                        | 2020年2月7日  |
| 北千住           | 6：（ブザー） 7：（ブザー）                | 5：（東武鉄道汎用発車メロディ）            |               |
| （車載メロディ） | メトロの休日【福嶋】                       | 七色の翼【福嶋】                           | 不明          |

- 上表の数字は各駅の番線、【】内は作曲者（銀座駅と秋葉原駅は編曲者）を表す。

## 今後の予定

### 改装工事
広尾駅と上野駅でバリアフリー対応工事、茅場町駅で混雑緩和工事を行う。

### 無線式列車制御システムCBTC導入
無線式列車制御システムであるCBTCの当線への導入を2026年度に実施する予定である。